# Rottenburg am Neckar
Rottenburg am Neckar (bis zum 10. Juni 1964 nur Rottenburg) ist eine Mittelstadt im Landkreis Tübingen in Baden-Württemberg. Sie gehört zur Region Neckar-Alb und zur Randzone der europäischen Metropolregion Stuttgart. Sie liegt rund 50 Kilometer südwestlich der Landeshauptstadt Stuttgart und etwa elf Kilometer südwestlich der Kreisstadt Tübingen. Nach Tübingen ist sie die zweitgrößte Stadt des Landkreises Tübingen und bildet ein Mittelzentrum für die umliegenden Gemeinden.
Seit dem 1. Mai 1972 ist Rottenburg am Neckar eine Große Kreisstadt. Mit den Gemeinden Hirrlingen, Neustetten und Starzach hat die Stadt Rottenburg am Neckar eine Verwaltungsgemeinschaft vereinbart.
Die Stadt ist Sitz der katholischen Diözese Rottenburg-Stuttgart.

## Geographie

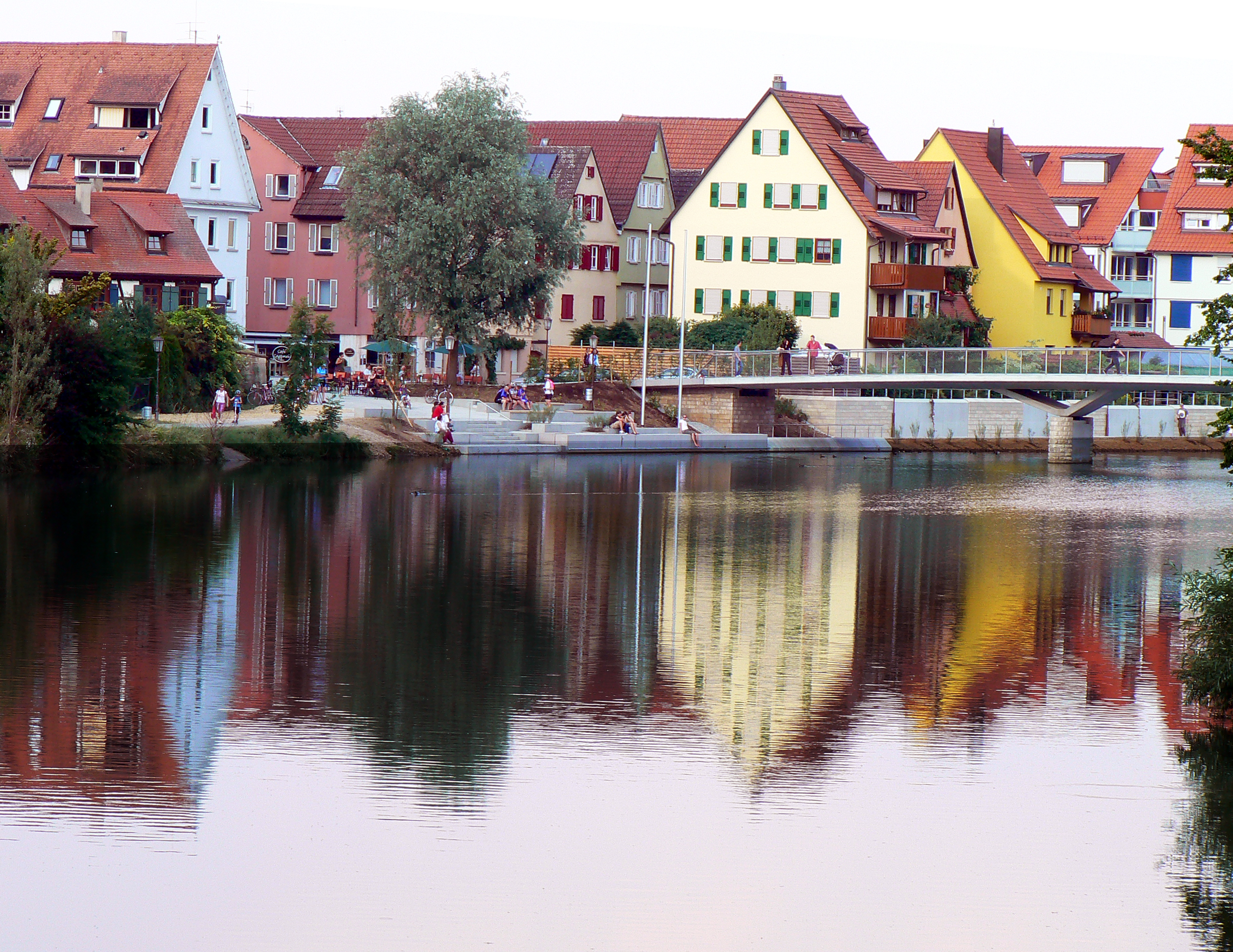
Der Neckar in Rottenburg

### Lage
Die Römer- und Bischofsstadt liegt am Übergang des Neckars aus dem engen Tal des Oberen Gäus in ein weites Tal zwischen den Höhen des Schönbuchs im Norden und dem Rammert im Süden. Der Neckar erreicht von Horb und Starzach kommend im Südwesten das Stadtgebiet unweit des Stadtteils Bieringen, den er zunächst durchfließt. Anschließend fließt er in nordöstlicher Richtung an den Stadtteilen Obernau, Schwalldorf und Bad Niedernau vorbei und erreicht dann die Kernstadt. Diese durchfließt er ebenfalls in nordöstlicher Richtung (die Altstadt liegt am linken Ufer) und verlässt nördlich des Stadtteils Kiebingen das Stadtgebiet in Richtung Tübingen wieder. Er durchfließt das Stadtgebiet auf einer Länge von 14,5 km.

### Nachbargemeinden
Folgende Städte und Gemeinden grenzen an die Stadt Rottenburg, sie werden im Norden beginnend im Uhrzeigersinn genannt: Ammerbuch, Tübingen, Dußlingen, Ofterdingen, Bodelshausen, Hirrlingen, Rangendingen¹, Starzach, Eutingen im Gäu², Nagold³, Neustetten, Mötzingen⁴, Bondorf⁴ und Gäufelden⁴. Sie gehören zum Landkreis Tübingen beziehungsweise zu den Landkreisen Zollernalbkreis¹, Freudenstadt², Calw³ und Böblingen⁴.

### Stadtgliederung
Das Stadtgebiet besteht aus der Kernstadt und den im Rahmen der Gemeindereform der 1970er Jahre eingegliederten, in nachfolgender Tabelle aufgeführten Stadtteilen.
| Wappen | Stadtteil              | Einwohner (31. Juli 2018) | Fläche in ha | Eingemeindung  |
| ------ | ---------------------- | ------------------------- | ------------ | -------------- |
| Wappen | Rottenburg (Kernstadt) | 17.764                    | 4006         |                |
| Wappen | Bad Niedernau          | 524                       | 410          | 1. Dez. 1971   |
| Wappen | Baisingen              | 1.266                     | 720          | 1. Dez. 1972   |
| Wappen | Bieringen              | 667                       | 686          | 1. Dez. 1972   |
| Wappen | Dettingen              | 1.732                     | 962          | 1. Jan. 1975   |
| Wappen | Eckenweiler            | 561                       | 198          | 1. Dez. 1971 1 |
| Wappen | Ergenzingen            | 4.315                     | 1004         | 1. Dez. 1972   |
| Wappen | Frommenhausen          | 482                       | 362          | 1. Jan. 1972   |
| Wappen | Hailfingen             | 1.677                     | 751          | 1. Jan. 1972   |
| Wappen | Hemmendorf             | 842                       | 657          | 1. Jan. 1972   |
| Wappen | Kiebingen              | 2.088                     | 518          | 1. Dez. 1971   |
| Wappen | Obernau                | 508                       | 378          | 1. Jan. 1972   |
| Wappen | Oberndorf              | 1.492                     | 614          | 1. Apr. 1974   |
| Wappen | Schwalldorf            | 772                       | 581          | 1. Jan. 1972   |
| Wappen | Seebronn               | 1.705                     | 811          | 1. Jan. 1972   |
| Wappen | Weiler                 | 1.065                     | 384          | 1. Dez. 1971   |
| Wappen | Wendelsheim            | 1.639                     | 470          | 1. Feb. 1972   |
| Wappen | Wurmlingen             | 2.600                     | 714          | 1. Dez. 1971   |

Die eingemeindeten Orte sind zugleich Ortschaften im Sinne der baden-württembergischen Gemeindeordnung, das heißt, sie haben einen von den Wahlberechtigten bei jeder Kommunalwahl neu zu wählenden Ortschaftsrat mit einem Ortsvorsteher als Vorsitzenden.
In der Kernstadt werden zum Teil weitere Wohngebiete mit eigenem Namen unterschieden, deren Bezeichnungen sich im Laufe der Geschichte aufgrund der Bebauung ergeben haben und die jedoch meist nicht genau abgrenzbar sind. Hierzu gehören beispielsweise Kreuzerfeld, Burgäcker/Äuble und Hohenberg.
Ferner gehören zur Kernstadt einige räumlich getrennte Wohnplätze mit eigenem Namen, die sehr wenige Einwohner haben. Hierzu gehören Dürrbachhöfe, Eratskirche, Hammerwasen, Heuberger Hof, Kalkweil, Oberwörthaus, Papier- oder Bronnenmühle, Schadenweilerhof und Weggental. Auch in einigen Stadtteilen gibt es räumlich getrennte kleine Wohnplätze, z. B. in Baisingen (Bühlhof, Fichtenhof und Jungholzhof), in Bieringen (Hennental) und in Weiler (Katzenbacher Ziegelhütte).

### Raumplanung
Rottenburg am Neckar bildet ein Mittelzentrum innerhalb der Region Neckar-Alb, zu dessen Mittelbereich neben Rottenburg die Gemeinden Hirrlingen, Neustetten und Starzach des Landkreises Tübingen gehören.

### Klima
|                        | Jan  | Feb | Mär | Apr | Mai  | Jun  | Jul  | Aug  | Sep  | Okt | Nov | Dez |   |      |
| Mittl. Temperatur (°C) | −0,7 | 0,6 | 4,0 | 7,8 | 12,2 | 15,6 | 17,6 | 16,7 | 13,7 | 8,8 | 3,4 | 0,3 | ⌀ | 8,4  |
| Mittl. Tagesmax. (°C)  | 3    | 5   | 10  | 13  | 18   | 21   | 24   | 24   | 20   | 14  | 8   | 4   | ⌀ | 13,7 |
| Mittl. Tagesmin. (°C)  | −2   | −2  | 1   | 4   | 8    | 11   | 13   | 13   | 10   | 6   | 1   | −1  | ⌀ | 5,2  |
|                        |      |     |     |     |      |      |      |      |      |     |     |     |   |      |
| Niederschlag (mm)      | 53   | 53  | 52  | 66  | 91   | 96   | 77   | 84   | 55   | 50  | 62  | 57  | Σ | 796  |

| −2 |

| −2 |

| 1 |

| 4 |

| 8 |

| 11 |

| 13 |

| 13 |

| 10 |

| 6 |

| 1 |

| −1 |

| −2 |

| −2 |

| 1 |

| 4 |

| 8 |

| 11 |

| 13 |

| 13 |

| 10 |

| 6 |

| 1 |

| −1 |

| N i e d e r s c h l a g | 53  | 53  | 52  | 66  | 91  | 96  | 77  | 84  | 55  | 50  | 62  | 57  |
|                         | Jan | Feb | Mär | Apr | Mai | Jun | Jul | Aug | Sep | Okt | Nov | Dez |

### Schutzgebiete
In Rottenburg gibt es mit Kochhartgraben und Ammertalhänge, Burglehen, Oberes Steinach, Trichter-Ehehalde, Rappenberg, Katzenbach-Dünnbachtal, Vollmershalde und Kapfhalde acht Naturschutzgebiete.
Daneben hat Rottenburg Anteil an den sieben Landschaftsschutzgebieten Pfaffenberg, Spitzberg, Heuberg, Vollmershalde, Rammert, Rauher Rammert und Oberes Neckartal mit den Seitentälern Rommelstal, Starzeltal und Eyachtal.
Auch die drei FFH-Gebiete Neckar und Seitentäler bei Rottenburg, Rammert und Spitzberg, Pfaffenberg, Kochhartgraben und Neckar liegen teilweise auf dem Rottenburger Stadtgebiet. Die Stadt hat Anteile an den Vogelschutzgebieten Kochhartgraben und Ammertalhänge, Mittlerer Rammert und Schönbuch.

## Geschichte

### Frühgeschichte und Römerzeit
Rottenburg liegt in einer seit vorgeschichtlicher Zeit dicht besiedelten Region (siehe Urgeschichte Baden-Württembergs). Grabungen wurden in Fundstellen des Mesolithikums (in Siebenlinden), des Neolithikums und der Hallstattzeit durchgeführt.
Vermutlich im Jahre 98 n. Chr. kam mit der Errichtung des Neckar-Odenwald-Limes unter Trajan das Gebiet um Rottenburg unter römische Herrschaft. Die Datierung dieser Eroberung auf die Chattenkriege Domitians in den Jahren 83 und 85 gilt heute als überholt, auch wenn das Gebiet wohl bereits seit dem Bau der Kinzigtalstraße im Jahre 73/74 unter römischem Einfluss stand (vgl. Alblimes, Kaiser Vespasian).
Das Gründungsjahr der römischen Siedlung Sumelocenna (auch: Samulocenis, Samuloconnae) ist unbekannt, das Jahr 98 gilt – analog zur Gründung Rottweils im Jahre 73 – als plausibel. Sumelocenna lag an der römischen Fernstraße Cannstatt – Rottweil (Arae Flaviae) – Hüfingen (Brigobanne) – Schleitheim (Iuliomagus) – Windisch/CH (Vindonissa). Im 2. Jahrhundert n. Chr. wurde Sumelocenna urbanes Zentrum einer Civitas. Diese Gebietskörperschaft ist in ihrer Bedeutung ungefähr mit einem Regierungsbezirk vergleichbar und umfasste wohl das gesamte mittlere Neckarland. Der Name Sumelocenna stammt aus dem Keltischen. Vermutlich bedeutete er Die Leute des Sumelo, einer damaligen keltischen Sippe.

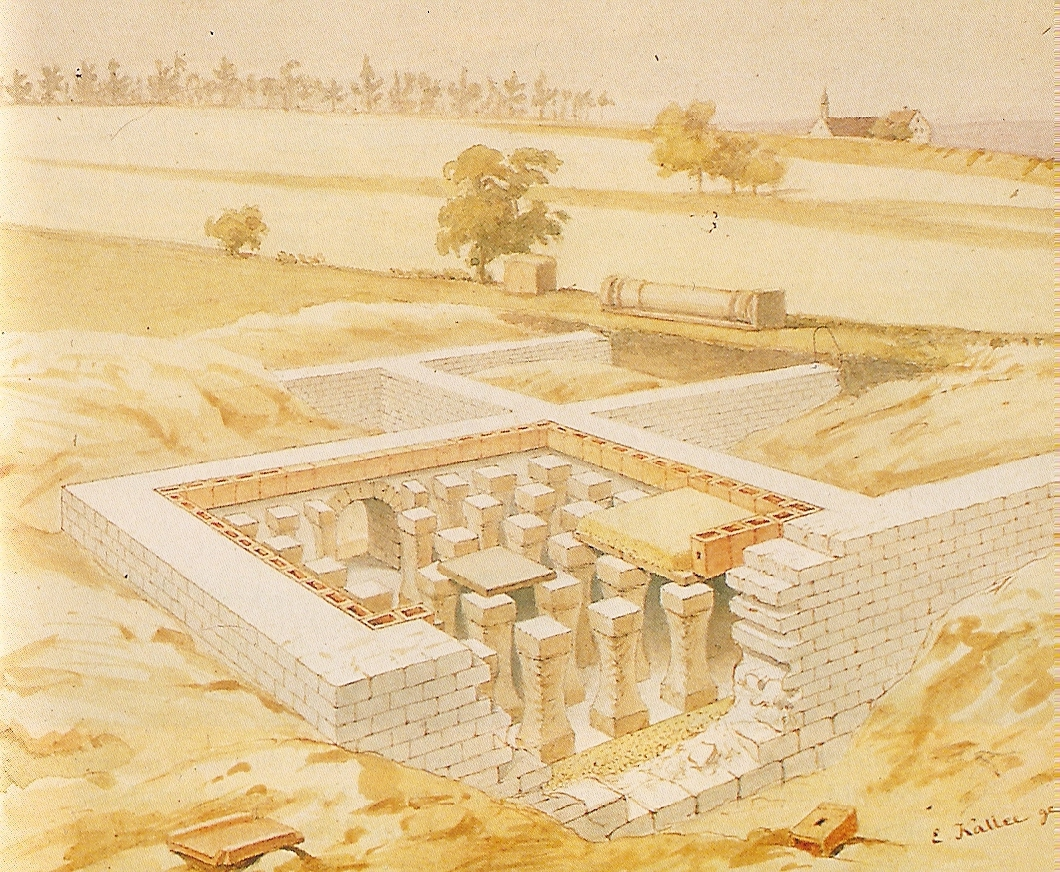
Hypocaust des römischen Bades hinter der Rottenburger Altstadt. Aquarell von General Eduard von Kallee im Herbst 1884

Sumelocenna gehörte zu den bedeutendsten Römerstädten im heutigen Baden-Württemberg. Das römische Sumelocenna wurde über eine 7 km lange Wasserleitung mit Quellwasser aus dem Rommelstal versorgt. Im Stadtgebiet gab es mehrere öffentliche Bäder.
Im späten 2. oder frühen 3. Jahrhundert nach Christus wurde die Stadt – mutmaßlich zum Schutz gegen Angriffe durch Alemannen oder andere germanische Stämme – ummauert (denkbar ist aber auch, dass die Mauer aus nicht-militärischen Gründen erbaut wurde, wie dies etwa um dieselbe Zeit in Trier geschah). Nur in zwei weiteren Städten in Südwestdeutschland ist eine römische Stadtmauer belegt, nämlich in Ladenburg (Lopodunum) und in Bad Wimpfen im Tal. Die ummauerte Fläche umfasste in Rottenburg wie in Ladenburg rund 32 Hektar, in Bad Wimpfen waren es ca. 19 Hektar.
Bald nach heftigen Kämpfen am Limes im Jahre 259/260 n. Chr. und der anschließenden militärischen Räumung des Dekumatlandes ging das römische Sumelocenna unter. Der Bischofssitz in Rottenburg stammt erst aus dem 19. Jahrhundert, er ist deswegen (anders als bei anderen Römerstädten wie etwa Chur oder Worms) kein Hinweis auf eine Siedlungskontinuität in der Spätantike.
In alemannischer Zeit verlagerte sich das Siedlungszentrum etwas nach Osten, wo der Ort Sülchen entstand. Die Herleitung des Ortsnamens Sülchen aus einer vulgärlateinischen Form Sulocenna gilt als möglich. Im alten römischen Stadtgebiet sind zwar einige alamannische Sonderbestattungen, aber keine Siedlungsreste bekannt. Offenbar verfiel die alte Römerstadt.
Im deutschsprachigen Raum gibt es mehrere Städte mit dem Namen Rottenburg. Meistens bedeutet dieser Name eine aus Ziegelsteinen errichtete rote Burg bzw. rote Stadt (althochdeutsch burg: (ummauerte) Stadt). Mit zwei t geschrieben könnte dieser Name aber auch zerstörte, verfallene Stadt bedeuten, was im Falle von Rottenburg am Neckar für die mutmaßliche Entstehungszeit des Namens im frühen Mittelalter durchaus passen könnte (vgl. Rottweil und Kastelruth sowie die nach ehemaligen Römerkastellen benannten Städte Neckarburken und Osterburken). Eine Übertragung des Burgnamens der vermutlich im 11. Jahrhundert erbauten Rotenburg auf den Namen einer vormaligen Siedlung Rotenburg, die der späteren Stadt Rottenburg den Namen gab, ist ebenfalls denkbar.

### Mittelalter und frühe Neuzeit

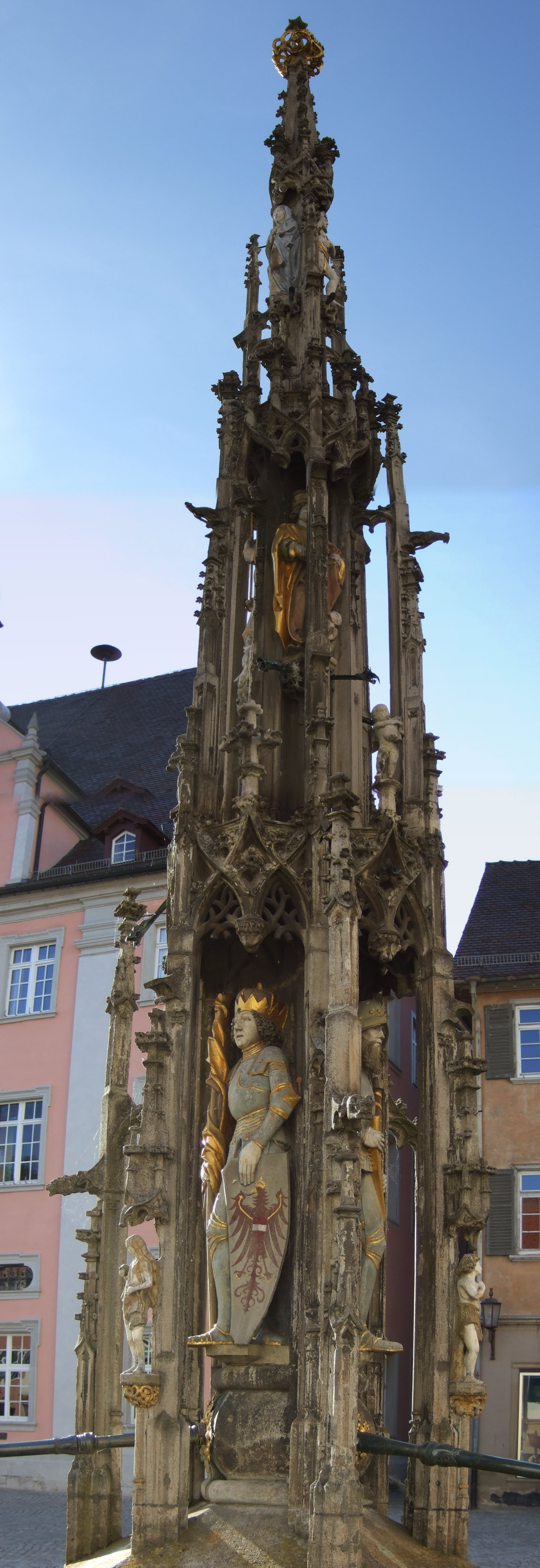
Marktbrunnen (1482/83)

Die Siedlung Rottenburg wird in einer Urkunde von 1274 erstmals auf eine eindeutige Weise erwähnt, in der ein „Konrad, genannt Herter“, als Rottenburger Bürger, als „civis in Rotenburg“ bezeichnet wird.
Um das Jahr 1280 gründete Graf Albrecht II. von Hohenberg eine neue Stadt, eine civitas nova, in der Nähe dieser Siedlung. Die Chronisten der Sindelfinger Annalen schrieben über das Jahr 1280: „In diesem Jahr begann man mit dem Bau der neuen Stadt bei Rottenburg, mit Mauern und neuen Gebäuden“.
Diese neue Stadt, die schon 1291 „rothinburch“ genannt wurde, wurde als der Verwaltungsmittelpunkt der Grafschaft Hohenberg ausgebaut – eine Folge der beständigen Gebietserweiterungen der Hohenberger in Richtung Neckartal. Im Jahr 1292 wurde die Hohenberger Stiftung des Karmeliterklosters in der Stadt durch den Bischof von Konstanz in seinen Rechten bestätigt. Im Jahr 1296 wurde erstmals der erste der beiden Stadttürme erwähnt, im Jahr 1315 die Ringmauer der Stadt und zwei Jahre später die Neckarbrücke, die den freien Zugang zu der späteren Spitalstadt ermöglichte.
1381 wurde Rottenburg als Teil der Grafschaft Hohenberg an die Habsburger verkauft. In der zweiten Hälfte des 15. Jahrhunderts erlebte Rottenburg eine besondere kulturelle Blüte, nachdem Mechthild von der Pfalz die Stadt nach dem Tod ihres zweiten Ehemanns, Erzherzog Albrecht VI. von Österreich († 1463), des Bruders von Kaiser Friedrich III., zu ihrem Witwensitz erkoren hatte. Sie richtete dort einen Musenhof ein und sammelte Dichter, Musiker, Gelehrte und Künstler um sich. Im Jahr 1477 überredete Mechthild ihren Sohn Eberhard zu einer Universitätsgründung in Tübingen. Herzog Carl Eugen (1728–1793) nannte die Hochschule „Eberhard Karls Universität Tübingen“. Diese glanzvollen Zeiten endeten mit Mechthilds Tod 1482.
Die Reformation fand in den städtischen Führungsschichten zahlreiche Anhänger, aber die österreichische Landesherrschaft sorgte durch drakonische Maßnahmen für ein Festhalten am Katholizismus. 1527 wurden dort zahlreiche Wiedertäufer hingerichtet, unter ihnen Michael Sattler und seine Frau Margarethe. Um 1600 wurden auch Hunderte von Frauen, vereinzelt auch Männer, aus der Stadt und ihrem Umland als Hexen verfolgt, und über 150 Menschen wurden hingerichtet.
Während des Dreißigjährigen Krieges (1618–1648) hatte die Stadt unter einer furchtbaren Pestepidemie, mehrfachen Einquartierungen, Belagerungen und dem Stadtbrand von 1644 zu leiden.
Durch die Stadtbrände 1644 und 1735 wurden große Teile der mittelalterlichen Bebauung zerstört. Die Altstadt wird deshalb vor allem durch Gebäude aus der Barockzeit geprägt.

### Übergang an Württemberg
Bis die Stadt 1805 an Württemberg fiel, war Rottenburg eine vom Katholizismus geprägte vorderösterreichische Oberamtsstadt. Nach der Gründung des Königreichs Württemberg wurde die Stadt Sitz des Oberamts Rottenburg. Zudem wurde die Oberamtsstadt im Zuge der neuen Verwaltungsgliederung Württembergs Sitz des mehrere Oberämter umfassenden Sechsten Kreises und von 1810 bis 1817 Sitz der sogenannten Landvogtei am mittleren Neckar. Ab 1818 war das Oberamt Rottenburg dem neu gebildeten Schwarzwaldkreis unterstellt. Mit der Gründung der Diözese Rottenburg war die Stadt seit 1821 auch Sitz des Bischofs der katholischen Kirche in Württemberg. Seither fungiert die Pfarrkirche St. Martin auch als Dom des neuen Bistums. 1861 erlangte Rottenburg mit der Eröffnung der Bahnstrecke über Tübingen Anschluss an das Netz der Königlich Württembergischen Staats-Eisenbahnen. In der zweiten Hälfte des 19. Jahrhunderts entwickelte sich Rottenburg zu einem Zentrum des Handels mit Hopfen.

### Während des Nationalsozialismus
Das 1934 in Kreis Rottenburg umbenannte Oberamt wurde 1938 im Zuge der Verwaltungsreform während der NS-Zeit in Württemberg aufgelöst. Seither gehört die Stadt mit ihrem Umland zum Landkreis Tübingen.

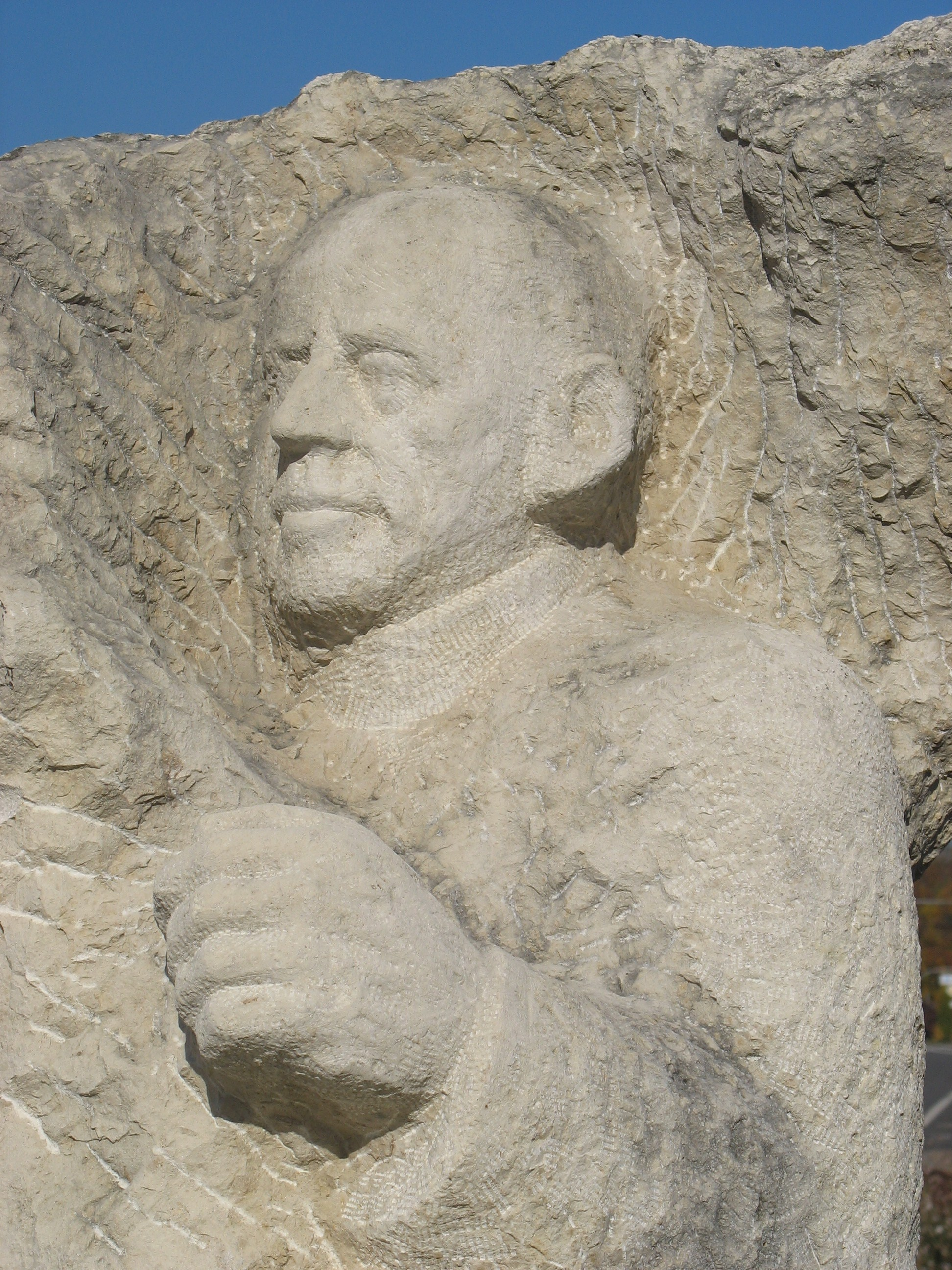
Eugen-Bolz-Denkmal in Rottenburg

In der Zeit des Nationalsozialismus wurde Bischof Joannes Baptista Sproll 1938 aus seiner Diözese verbannt. Dennoch kam es 1940 durch seine Amtsvertreter in seinem Namen zu einem offenen Protest gegen die Euthanasiemorde. In Hailfingen wurde 1944/45 ein Außenlager des KZ Natzweiler-Struthof errichtet, um die Zwangsarbeiten am Militärflugplatz noch auszuweiten. Es kam dort und in der Folge durch die Aushungerung zur Ermordung vieler Gefangener. Eine Informationstafel am Ende der Rollbahn erinnert an dieses Geschehen, seit Juni 2010 gibt es eine KZ-Gedenkstätte Hailfingen-Tailfingen. Kurz vor Ende des Kriegs wurde in Berlin-Plötzensee der in Rottenburg geborene und von den Nazis abgesetzte württembergische Staatspräsident Eugen Bolz hingerichtet. Eine Gedenktafel an seinem Haus Königstraße 15 erinnert an den Zentrums-Politiker und Hitler-Gegner.

### Nach Ende des Zweiten Weltkrieges
1945 wurde Rottenburg Teil der Französischen Besatzungszone und 1947 dem neu gegründeten Land Württemberg-Hohenzollern zugeordnet, welches 1952 im Land Baden-Württemberg aufging.
Im sich zuspitzenden Kalten Krieges wurden Ende der 1950er Jahre zehn bundesdeutsche Warnämter in Betrieb genommen. Das Warnamt VIII wurde 1968 von Stuttgart an den Rand der Gemeinde Rottenburg verlegt (Koordinaten= 48° 27′ 20″ N, 8° 57′ 22″ O). Diese Zivilschutzbehörden waren bis in die 1990er Jahre mit der Warnung und Alarmierung der Bevölkerung vor Gefahren im Frieden und Verteidigungsfall betraut. Heute nutzt das THW das Objekt.
Die Einwohnerzahl Rottenburgs überschritt nach der Gemeindereform Anfang der 1970er Jahre die Grenze von 20.000. Die Stadtverwaltung stellte den Antrag auf Erhebung zur Großen Kreisstadt, was die Landesregierung von Baden-Württemberg mit Wirkung vom 1. Mai 1972 beschloss.

### Geschichte der Stadtteile

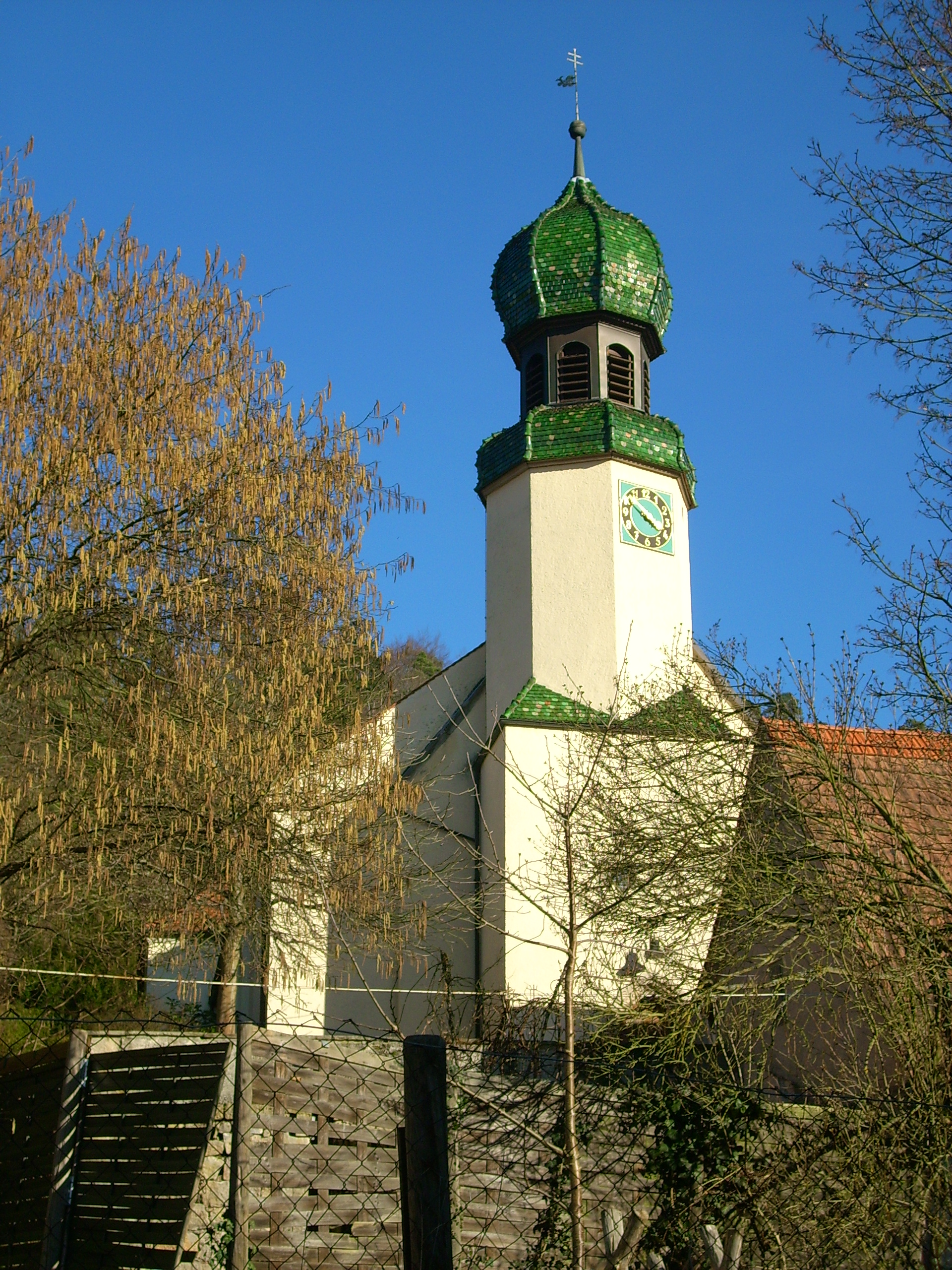
Dorfkirche von Bad Niedernau

Bad Niedernau wurde 1127 erstmals erwähnt. Das Dorf unter der Grundherrschaft der Grafen von Hohenberg wurde 1381 an Österreich verkauft. Seit dem 15. Jahrhundert gehörte es zur österreichischen Landschaft Niederhohenberg. 1805 kam Niedernau zu Württemberg und wurde dem Oberamt Rottenburg zugeordnet. Bei dessen Auflösung 1938 kam Niedernau zum Landkreis Tübingen. Bereits 1938 erhielt der Ort das Kurort-Prädikat Bad, nachdem die bereits in der Römerzeit und dann im Mittelalter als „Sauerbrunnen“ bekannte Heilquelle für Kureinrichtungen genutzt worden war.
Baisingen' wurde 1258 als „Bözzingen“ erstmals urkundlich erwähnt. Für das 13. und 14. Jahrhundert sind Angehörige einer niederadeligen Familie bekannt, die sich nach dem Ort nannten. Über die Grafschaft Hohenberg kam Baisingen 1381 unter die Oberhoheit Österreichs, der Ort war zwischen 1380 und 1505 an die Herren von Gültlingen verpfändet. Nach dem Dreißigjährigen Krieg hatten die Herren von Wernau und die Schenken von Stauffenberg den Blutbann inne. 1805 kam Baisingen zu Württemberg und wurde dem Oberamt Horb (ab 1938 Landkreis Horb) zugeordnet. Mit der Eingliederung nach Rottenburg 1972 kam der Ort zum Landkreis Tübingen.
Bieringen wurde 1275 als „Büringen“ erstmals erwähnt. Seit dem 13. Jahrhundert nannten sich immer wieder Personen nach dem Ort. Über die Grafen von Hohenberg gelangte der Ort 1381 an Österreich. Ab 1454 war er an die Herren von Eichern verliehen, die ihn 1476 den Herren von Ehingen verkauften. Diese bauten sich ein kleines Herrschaftsgebiet auf, doch gelangte Bieringen an verschiedene Eigentümer, darunter die Herren von Wernau und Ow, dann die Grafen von Attems und ab 1788 die Freiherren von Raßler. 1805 wurde der Ort württembergisch und dem Oberamt Horb (ab 1938 Landkreis Horb) zugeteilt. Mit der Eingliederung in Rottenburg 1972 kam Bieringen zum Landkreis Tübingen.
Dettingen wurde 1275 erstmals urkundlich erwähnt. Der Ort kam über die Grafschaft Hohenberg 1381 an Österreich und 1805 an Württemberg. Dann wurde Dettingen dem Oberamt Rottenburg zugeordnet. Bei dessen Auflösung 1938 kam der Ort zum Landkreis Tübingen.
Eckenweiler wurde um 1120 als „Eckenwiler“ erstmals erwähnt. In jener Zeit erhielt das Kloster Hirsau von den Pfalzgrafen von Tübingen einige Besitzungen im Ort. Im 13. Jahrhundert war der Ort hohenbergisch und 1362 wurde Eckenweiler an die Pfalzgrafen von Tübingen verkauft, die es 1382 an Württemberg verkauften. Der Ort wurde dem Amt Herrenberg zugeordnet. Ab 1808 wurde er dem Oberamt Rottenburg angegliedert und nach dessen Auflösung 1938 kam Eckenweiler zum Landkreis Horb. Mit der Eingemeindung, zunächst 1971 in die Nachbargemeinde Ergenzingen und dann nach Rottenburg 1972 kam Eckenweiler zum Landkreis Tübingen.
Ergenzingen wurde um 777 als „Corgozsinga“ erstmals urkundlich erwähnt. Die Grundherrschaft lag im 12. Jahrhundert bei den Tübinger Pfalzgrafen, seit dem späteren 13. Jahrhundert bei den Grafen von Hohenberg. 1381 wurde Ergenzingen österreichisch und 1805 kam der Ort zu Württemberg und wurde dem Oberamt Rottenburg zugeordnet. Bei dessen Auflösung 1938 kam Ergenzingen zum Landkreis Horb. Vor dem Zweiten Weltkrieg entstand im Westen der Gemeinde ein Militärflugplatz der Luftwaffe, der heute als Sonderlandeplatz dem Luftsport dient. Mit der Eingemeindung nach Rottenburg 1972 kam der Ort zum Landkreis Tübingen.
Frommenhausen wurde 1258 als „Frumhusen“ erstmals erwähnt. Das Dorf gehörte zur Grafschaft Hohenberg und kam mit dieser 1381 an Österreich. Das Gericht unterstand dem Nachbarort Schwalldorf. 1805 wurde Frommenhausen württembergisch und dem Oberamt Rottenburg zugeordnet. Nach dessen Auflösung 1938 kam Frommenhausen zum Landkreis Tübingen.
Hailfingen wurde 1093 als „Hadelvinga“ erstmals erwähnt. Über die Grafschaft Hohenberg kam der Ort 1381 zu Österreich und 1805 zu Württemberg und gehörte zum Oberamt Rottenburg. Nach dessen Auflösung 1938 kam Hailfingen zum Landkreis Tübingen.
Hemmendorf wurde um 1120 als „Hemmindorf“ erstmals erwähnt. Im 12. Jahrhundert wurden Edelfreie von Hemmendorf erwähnt, die als Wohltäter der Klöster Zwiefalten und Hirsau auftraten. 1258 erwarb das um 1250 gegründete Johanniterspital die Besitzungen des Klosters Hirsau und besaß danach die Rechte am Ort. Hemmendorf bildete ab 1281 eine eigene Kommende und gehörte zum katholischen Großpriorat Deutschland des Johanniter-/Malteserordens mit Sitz in Heitersheim. Die Kommende Hemmendorf erwarb zahlreiche Einkünfte der umliegenden Dörfer. 1805 kam der Ort zu Württemberg, das die Kommende aufhob. Danach gehörte Hemmendorf zum Oberamt Rottenburg und nach dessen Auflösung 1938 kam der Ort zum Landkreis Tübingen.
Kiebingen wurde 1204 als „Chubingen“ erstmals erwähnt. Im Jahre 1342 wurde südlich des Ortes das Paulinerkloster Rohrhalden als Einsiedelei der Pauliner Eremiten gegründet. Das Kloster durchlebte im Laufe der Jahrhunderte Blüte und Niedergang, bis es im Jahre 1748 aufgelöst und im 19. Jahrhundert abgebrochen wurde. Bereits 1381 kam Kiebingen von der Grafschaft Hohenberg zu Österreich und gehörte später zur Landschaft Niederhohenberg. 1805 kam Kiebingen zu Württemberg und wurde 1808 dem Oberamt Rottenburg zugeordnet. Nach dessen Auflösung 1938 kam der Ort zum Landkreis Tübingen.
Obernau wurde 1145 als „Owa“ erstmals erwähnt. 1245 tauchten Edelfreie von Ow auf, ab 1275 die Herren von Wachendorf, Hirrlingen und Bodelshausen, dann Roseck, Öschingen, Wurmlingen, Hechingen, Pfäffingen und Rottenburg. Neben der Herrschaft Ow waren auch die Grafen von Hohenberg Ortsherren. Beide Herrschaften teilten sich den Ort. Im 15. Jahrhundert waren die Besitzverhältnisse mehrfach aufgesplittert. Die Herren von Ehingen vereinigten den Besitz. 1698 waren die Herren von Raßler die Lehnsherren. 1805 wurde Obernau württembergisch und kam zum Oberamt Rottenburg. Nach dessen Auflösung 1938 kam der Ort zum Landkreis Tübingen.
Oberndorf wurde 1292 erstmals erwähnt. Im 14. Jahrhundert teilten sich die Grafen von Eberstein und die Herren von Hailfingen den Ort. 1550 waren Österreich, Württemberg und Eberstein zu je einem Drittel die Besitzer. Nach den Ebersteinern waren im 16. Jahrhundert die Ehinger die Ortsherren, anschließend die Herren von Wolkenstein und im 18. Jahrhundert Freiherr von Ulm zu Erbach. Das österreichisch-württembergische Kondominat wurde 1805 württembergisch und ab 1810 Teil des Oberamts Herrenberg. Nach dessen Auflösung 1938 kam der Ort zum Landkreis Tübingen.
Schwalldorf wurde um 1120 als „Swaldorff“ erstmals erwähnt. Spätestens ab 1304 gehörte der Ort den Grafen von Hohenberg, die 1377 auch die Ow’schen Rechte erwarben. 1381 fiel der Ort an Österreich und gehörte später zur Landschaft Niederhohenberg. 1805 wurde Schwalldorf württembergisch und dem Oberamt Rottenburg zugeteilt. Nach dessen Auflösung 1938 kam der Ort zum Landkreis Tübingen.
Seebronn wurde 1182 bzw. 1263 als „Sebrunnen“ erstmals erwähnt. Über die Grafschaft Hohenberg kam der Ort 1381 zu Österreich und gehörte später zur Landschaft Niederhohenberg. 1805 wurde Seebronn württembergisch und dem Oberamt Rottenburg zugeteilt. Nach dessen Auflösung 1938 kam der Ort zum Landkreis Tübingen.
Weiler wurde 1244 als „Wilaere“ erstmals erwähnt. Über die Grafschaft Hohenberg kam der Ort 1381 an Österreich und gehörte später zur Landschaft Niederhohenberg. 1805 wurde Weiler württembergisch und dem Oberamt Rottenburg zugeteilt. Nach dessen Auflösung 1938 kam der Ort zum Landkreis Tübingen.
Wendelsheim wurde um 1180 als „Winolfheim“ erstmals erwähnt. Über die Pfalzgrafen von Tübingen kam der Ort zur Grafschaft Hohenberg und mit dieser 1381 zu Österreich. Die Grafschaft gab den Ort mehrmals zu Lehen aus, so dass er in der Folgezeit stark zersplittert war. Unter anderem waren die Herren von Suntheim dort begütert. Nach 1762 wurden alle Lehen eingezogen. 1805 fiel der Ort an Württemberg und gehörte zum Oberamt Rottenburg. Nach dessen Auflösung 1938 kam der Ort zum Landkreis Tübingen.
Wurmlingen wurde um 1100 urkundlich erwähnt. Über die Grafschaft Hohenberg kam der Ort 1381 zu Österreich. Danach war Wurmlingen mehrmals verpfändet, so unter anderem an die Freiherren von Hohenberg und die Herren von Raßler. 1805 wurde Wurmlingen württembergisch und dem Oberamt Rottenburg zugeordnet. Nach dessen Auflösung 1938 kam der Ort zum Landkreis Tübingen. Auf dem Kapellenberg befindet sich die zur Zeit von Papst Leo IX. erbaute Sankt-Remigius-Kapelle, auch „Wurmlinger Kapelle“ genannt.

### Eingemeindungen
In die Stadt Rottenburg am Neckar wurden folgende Gemeinden eingegliedert. Soweit nicht anders angegeben gehörten die Gemeinden alle zum Landkreis Tübingen:
- 1. Dezember 1971: Bad Niedernau, Kiebingen, Weiler, Wurmlingen[12]
- 1. Januar 1972: Frommenhausen, Hailfingen, Hemmendorf, Obernau, Schwalldorf, Seebronn[12]
- 1. Februar 1972: Wendelsheim[12]
- 1. April 1972: Bieringen (Landkreis Horb)[12]
- 1. Dezember 1972: Baisingen und Ergenzingen (beide Landkreis Horb)[12]
- 1. April 1974: Oberndorf[13]
- 1. Januar 1975: Dettingen[13]

Die Gemeinde Eckenweiler gehörte zum Landkreis Horb und wurde am 1. Dezember 1971 in die Gemeinde Ergenzingen eingegliedert.

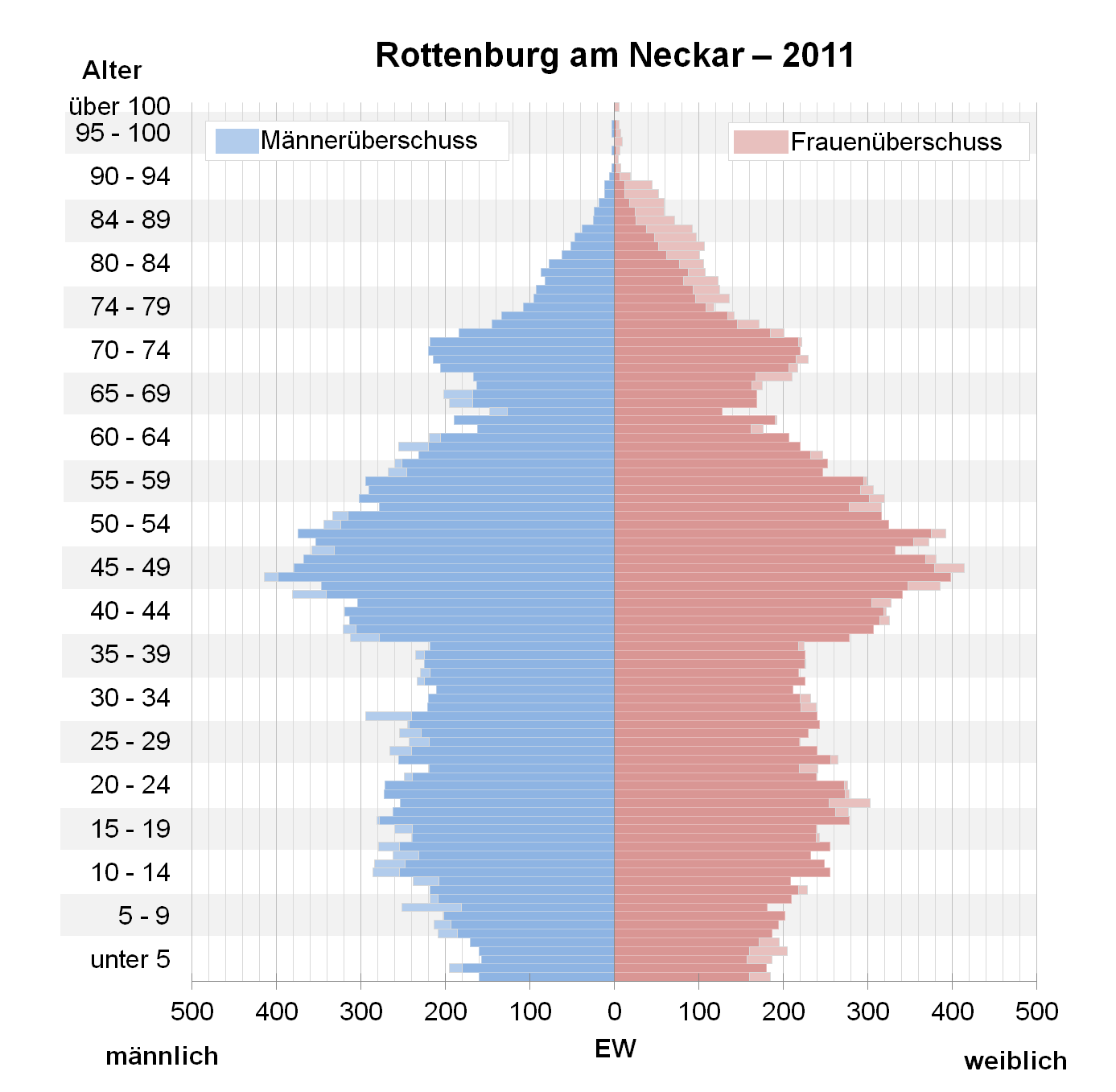
Bevölkerungspyramide für Rottenburg am Neckar (Datenquelle: Zensus 2011)

### Einwohnerentwicklung
Einwohnerzahlen richten sich nach dem jeweiligen Gebietsstand. Die Zahlen sind Volkszählungsergebnisse (¹) oder amtliche Fortschreibungen der jeweiligen Statistischen Ämter (nur Hauptwohnsitze).
| Jahr            | Einwohner |
| --------------- | --------- |
| 1394            | 3.768     |
| 1581            | 2.750     |
| 1681            | 2.875     |
| 1764            | 3.158     |
| 1810            | 4.620     |
| 1834            | 6.356     |
| 1849            | 6.829     |
| 1861            | 5.996     |
| 1. Dez. 1871 ¹  | 6.145     |
| 1. Dez. 1880 ¹  | 7.136     |
| 1. Dez. 1900 ¹  | 7.027     |
| 1. Dez. 1910 ¹  | 7.604     |
| 16. Juni 1925 ¹ | 7.652     |
| 16. Juni 1933 ¹ | 7.654     |

| Jahr             | Einwohner |
| ---------------- | --------- |
| 17. Mai 1939 ¹   | 7.750     |
| 13. Sept. 1950 ¹ | 9.446     |
| 6. Juni 1961 ¹   | 10.786    |
| 27. Mai 1970 ¹   | 12.965    |
| 31. Dez. 1975    | 30.583    |
| 31. Dez. 1980    | 31.770    |
| 25. Mai 1987 ¹   | 33.108    |
| 31. Dez. 1990    | 36.006    |
| 31. Dez. 1995    | 39.689    |
| 31. Dez. 2000    | 41.336    |
| 31. Dez. 2005    | 42.861    |
| 31. Dez. 2010    | 42.501    |
| 31. Dez. 2015    | 43.278    |
| 31. Dez. 2016    | 44.203    |

¹ Volkszählungsergebnis

## Religionen

### Geschichte

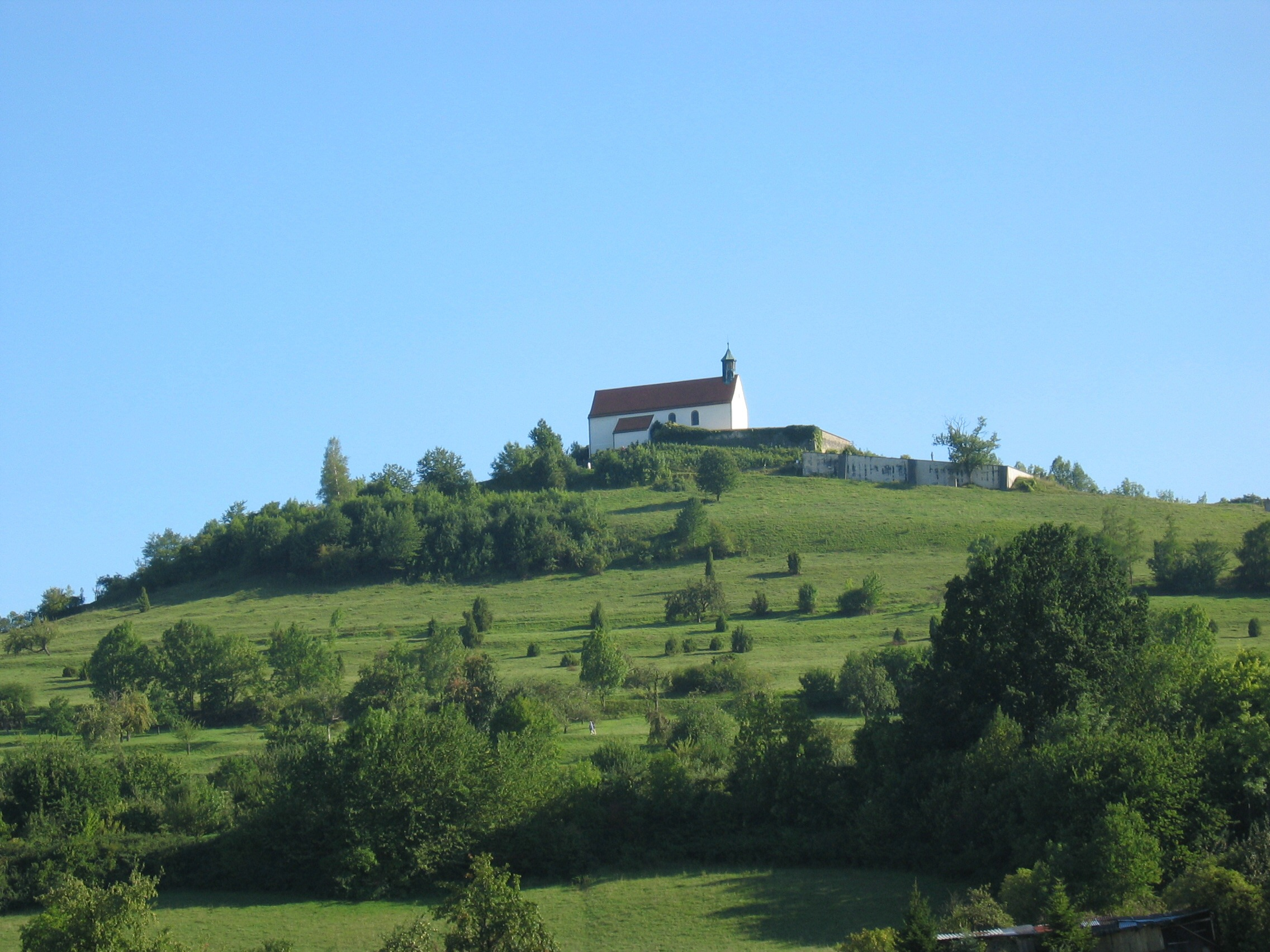
Wurmlinger Kapelle, St. Remigius

Rottenburg am Neckar gehörte anfangs zum Bistum Konstanz und war dem Archidiakonat „ante nemus“, Landkapitel Sülchen-Wolfenhausen unterstellt. Zunächst gab es nur die Pfarreien Sülchen und Ehingen, deren Kirchen außerhalb der Stadtmauern lagen. 1293 wurde die Kirche St. Martin genannt, ab 1513 ala St. Johann Baptist bezeichnet. In jener Zeit waren die Pfarrrechte bereits auf die Kirche am Markt (St. Martin) übertragen worden. Die Kirche in Sülchen wird heute als Friedhofskirche genutzt. Die ursprünglich zweite Pfarrkirche in Ehingen am rechten Neckarufer wurde 1275 erstmals erwähnt. 1339 wurde sie St. Remigius-Kirche genannt. Die ursprüngliche Kirche wurde 1711 abgebrochen und durch einen Neubau, die heutige Klausenkapelle, ersetzt. Die Pfarrrechte dieser Kirche waren 1364 auf die Stiftskirche St. Moriz übertragen worden, die um 1300 erbaut und bis 1433 vollendet war. Die Kirche St. Martin am Markt, seit Ende des 14. Jahrhunderts Pfarrkirche für den Sprengel am linken Neckarufer, wurde im 15. Jahrhundert neu erbaut. Die Vorgängerkapelle wurde bereits 1318 erwähnt.
In den ersten Jahren der Reformation konnte die neue Lehre in Rottenburg zunächst viele Anhänger finden, doch wurde sie durch Erzherzog Ferdinand von Österreich bekämpft. Daher blieb Rottenburg fast ausschließlich katholisch.

### Katholische Kirche
Die beiden Pfarreien St. Martin und St. Moriz gehörten zunächst weiterhin zum Bistum Konstanz. Nach dessen Aufhebung wurde in Rottenburg 1817 ein Generalvikariat und 1821 wurde das neue Bistum Rottenburg eingerichtet. Zu dessen Dom wurde die Pfarrkirche St. Martin erhoben. Rottenburg wurde auch Sitz eines Dekanats.
Auch die heutigen Stadtteile Rottenburgs (mit Ausnahme von Eckenweiler) blieben nach der Reformation katholisch. Es gibt jeweils eine katholische Kirchengemeinde und eine Kirche. Die Gemeinden, die alle zum Dekanat Rottenburg gehören, sind (in Klammer das Baujahr der heutigen Kirchen, doch gab es meist schon Vorgängerbauten): St. Konrad Bad Niedernau (18. Jahrhundert mit älteren Teilen), St. Anastasia Baisingen (1755 mit Erweiterung und Turm von 1890), St. Peter und Paul Bieringen (gotischer Bau mit Veränderungen von 1788 und 1891), St. Dionysius Dettingen (1911), Heilig Geist Ergenzingen (1964/67 mit gotischem Turm und Chor) und Krönungskirche (1966) auf der Liebfrauenhöhe, St. Vitus Frommenhausen (1770 mit Erweiterung von 1933), St. Laurentius Hailfingen (1515/19 mit Veränderungen 1780), St. Johannes Baptist Hemmendorf (gotischer Bau mit Verlängerung von 1894/95), Heilig Geist Kiebingen (15. Jahrhundert mit Erweiterung 1897/99; neue Kirche von 1961), St. Peter und Paul Obernau (1805 im klassizistischen Stil), St. Ursula Oberndorf (um 1439 mit Schiff von 1778/79), St. Andreas Schwalldorf (1733 und Erweiterung von 1936), St. Jakobus Seebronn (1755 mit Turm von 1705), St. Wolfgang Weiler (1828, Vorgängerbau von 1475), St. Katharina Wendelsheim (1895 neugotischer Umbau eines älteren Vorgängerbaus) und St. Briccius Wurmlingen (Kapelle aus dem 15. Jahrhundert mit Erweiterung von 1821). Die Wurmlinger Kapelle auf dem Berg war bis ins 16. Jahrhundert die Pfarrkirche des Ortes.
Weitere Kirchen und Kapellen im Stadtgebiet sind die 1737 wieder errichtete Antoniuskapelle, die 1682 bis 1695 erneuerte Wallfahrtskirche St. Marien sowie die ehemalige Klosterkirche des Karmeliterklosters aus dem 18. Jahrhundert, die allerdings seit 1817 profaniert ist.

### Evangelische Kirche

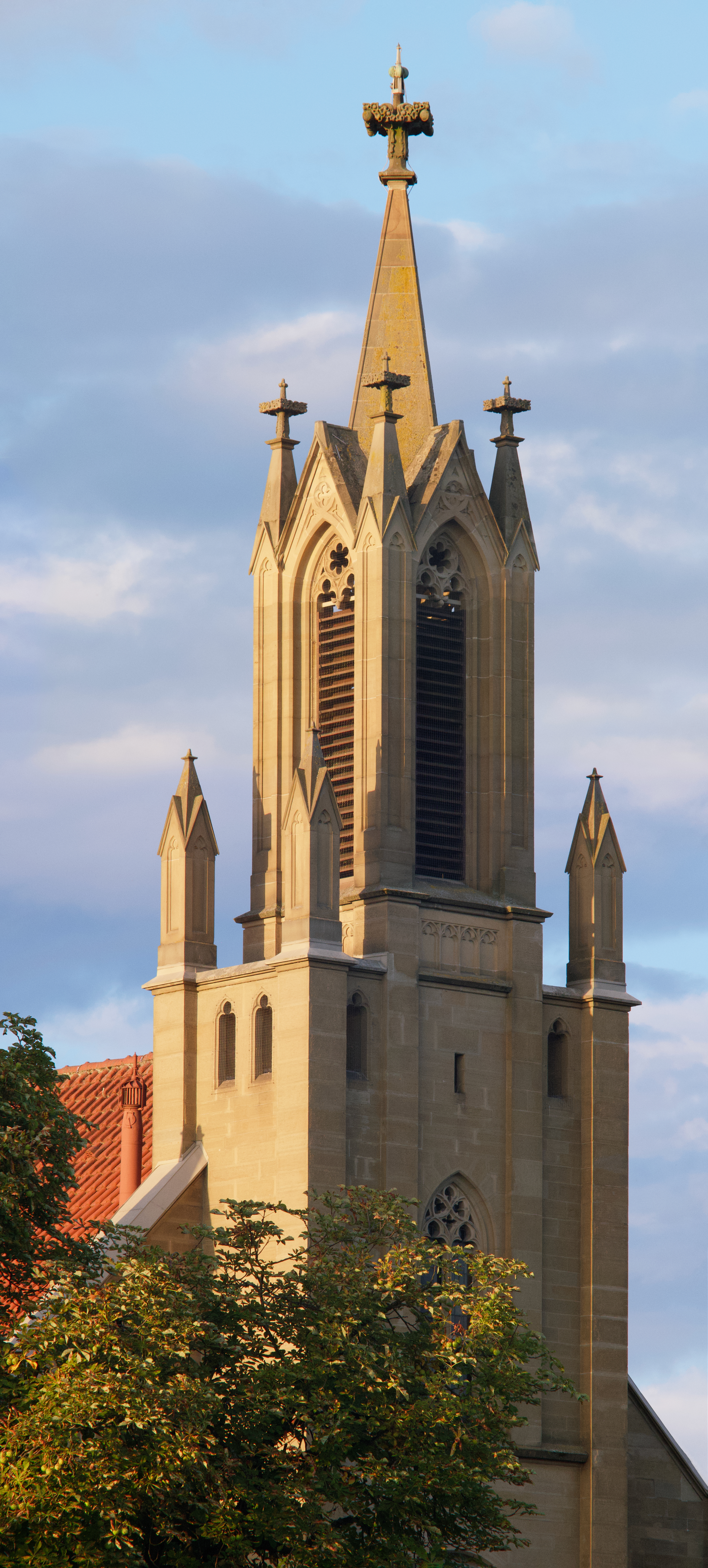
Turm der evangelischen Kirche

Im 19. Jahrhundert zogen Protestanten nach Rottenburg. 1818 wurde eine eigene Pfarrei errichtet, die zunächst mit dem Nachbarort Remmingsheim in Personalunion geführt wurde. 1831 erhielt Rottenburg einen eigenen Pfarrverweser und 1841 einen ständigen Pfarrer. 1855/56 konnte die Gemeinde ihre Kirche erbauen. Die Gemeinde gehört zum Dekanat bzw. Kirchenbezirk Tübingen der Evangelischen Landeskirche in Württemberg. Sie betreut auch die Protestanten in den heutigen Rottenburger Stadtteilen Bad Niedernau, Dettingen, Frommenhausen, Kiebingen, Schwalldorf, Weiler, Wendelsheim und Wurmlingen. Die Gemeinde gliedert sich in drei Pfarrbezirke (Süd, Ost und West). Im Stadtteil Eckenweiler wurde infolge der frühen Zugehörigkeit des Ortes zu Württemberg die Reformation eingeführt. Der einzige überwiegend evangelische Stadtteil Rottenburgs hat eine eigene evangelische Kirchengemeinde und Kirche (erbaut 1787/88). Die Gemeinde betreut auch die Protestanten in Bieringen. Früher gehörte auch Ergenzingen zur Gemeinde. Dort wurde eine eigene Kirchengemeinde gegründet. Eine evangelische Kirche gibt es in Ergenzingen bereits seit 1966. Die Protestanten in Hemmendorf werden von der Nachbarkirchengemeinde Bodelshausen und in Seebronn und Obernau von der Kirchengemeinde Remmingsheim (Gemeinde Neustetten) betreut. Auch diese drei Kirchengemeinden (Ergenzingen, Bodelshausen und Remmingsheim) gehören zum Dekanat Tübingen.
Die Protestanten in Baisingen werden von der Nachbargemeinde Mötzingen, in Hailfingen von der Kirchengemeinde Bondorf und in Oberndorf von der Kirchengemeinde Reusten (Gemeinde Ammerbuch) betreut. Diese drei Kirchengemeinden gehören zum Dekanat bzw. Kirchenbezirk Herrenberg.

### Weitere christliche Glaubensgemeinschaften
Neben den beiden großen Kirchen gibt es in Rottenburg eine Gemeinde der Zeugen Jehovas, die Neuapostolische Kirche und eine Baptisten-Gemeinde.

### Jüdische Gemeinde
Schon im Jahr 1596 sind jüdische Einwohner im Stadtteil Baisingen bezeugt. Nach der Vertreibung aus den großen Städten, aus Vorderösterreich und dem Herzogtum Württemberg waren die Juden gezwungen, sich auf dem Land eine neue Bleibe zu suchen. Sie fanden sie in reichsritterschaftlichen Dörfern unter dem Schutz der Ortsherren; in Baisingen waren dies seit 1696 die Schenken von Stauffenberg. Sie wiesen die Juden in Schutzhäuser ein, deren Zahl sich mit dem Anwachsen der jüdischen Bevölkerung vergrößerte. Bereits 1843 waren 235 von 727 Einwohnern Baisingens Juden, später ging die Zahl wieder zurück, 1933 lebten jedoch immer noch 86 Juden in dem Ort. Etwa 60 wanderten in der Zeit der Verfolgung aus, die Zurückgebliebenen wurden in die Vernichtungslager deportiert. 1784 war die Synagoge Baisingen errichtet worden, die zu den besterhaltenen Landsynagogen Deutschlands zählt. Sie wurde von einem 1989 gegründeten Förderverein erhalten und restauriert, ohne sie aber in ihren ursprünglichen Zustand zurückzuversetzen. Alle wichtigen Spuren ihrer Geschichte sollten bewahrt werden.

## Politik

### Gemeinderat
Der Gemeinderat wird für eine Amtszeit von fünf Jahren gewählt. Seit der letzten Kommunalwahl am 9. Juni 2024 verteilen sich die 32 Sitze (2009: 40 Sitze) wie folgt auf die Parteien und Gruppierungen:

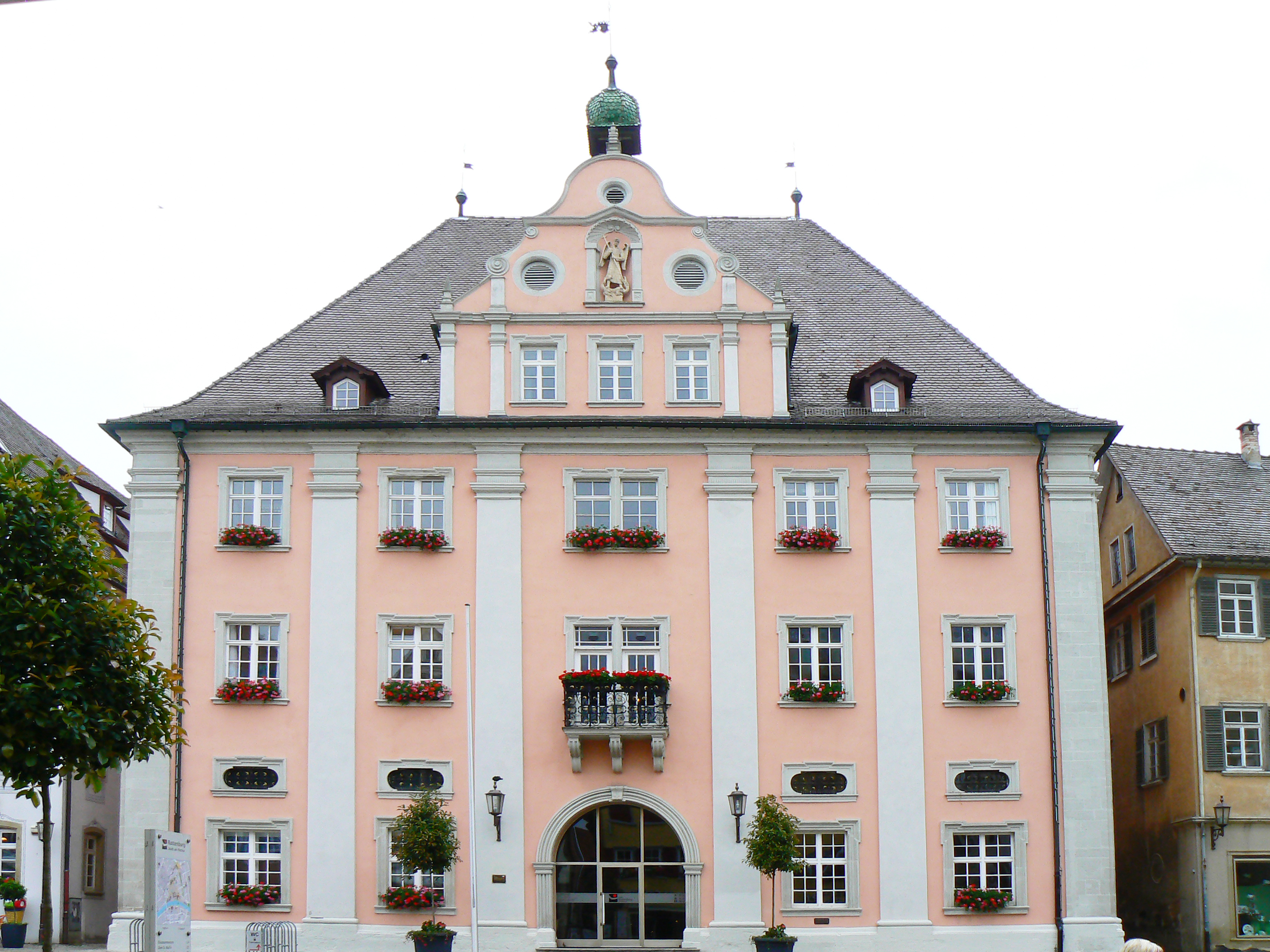
Rottenburger Rathaus

- Linke: 1
- SPD: 4
- Grüne: 5
- BUNTE: 2
- PARTEI: 1
- FB: 1
- FW: 3
- FaiR: 4
- JA: 3
- CDU: 8

### Bürgermeister
In Rottenburg wurde ab 1304 erstmals ein Stadtschultheiß genannt. Dieser war der von der Herrschaft eingesetzte Stadtvorstand. Daneben gab es einen Stadt- bzw. Amtsvogt. Neben dem Stadtschultheißen gab es zwei vom Rat gewählte Bürgermeister und 24 Räte. Diese wurden zunächst von der Herrschaft eingesetzt, später von der Bürgerschaft gewählt. 12 Räte bildeten das Gericht. Ab 1555 gab es vier Bürgermeister, einen großen Rat mit 48 Mitgliedern und den alten Rat mit 24 Mitgliedern. Ab 1751 wurde ein Stadtmagistrat eingerichtet. Die zu Rottenburg spätestens seit dem 14. Jahrhundert gehörende Siedlung Ehingen hatte ein eigenes Meiergericht mit einem hohenbergischen Rentmeister.
Nach dem Übergang an Württemberg leitete ein Bürgermeister, später Stadtschultheiß, die Stadtverwaltung, wobei Jakob Holzer bis 1819 zunächst als Einzigem der Titel Oberbürgermeister verliehen wurde. Mit der Erhebung zur Großen Kreisstadt 1972 erhielten alle Stadtoberhäupter die Amtsbezeichnung Oberbürgermeister. Dieser wird  von den Wahlberechtigten für eine Amtszeit von 8 Jahren direkt gewählt. Er ist Vorsitzender des Gemeinderats. Sein Stellvertreter ist der Erste Beigeordnete mit der Amtsbezeichnung Bürgermeister.
Bürgermeister bzw. Oberbürgermeister von Rottenburg am Neckar seit 1801:
- 1801–1812: Sebastian Halder, Johann Michael Liebermann, L. Xaver Glückher, Josef Anton Hornstein und Ignaz Kapferer mit unterschiedlichen Amtszeiten
- 1812–1823: Jakob Holzherr
- 1824–1831: Friedrich Erath
- 1832–1848: Ignaz Hofmeister
- 1848–1851: Franz Orgeldinger
- 1852–1865: Karl Schnitzler
- 1865–1872: Josef Wiech
- 1872–1886: Michael Holzherr
- 1886–1896: Florian Steiner
- 1896–1923: Alfons Winghofer
- 1923–1933: Josef Schneider
- 1933–1945: Wilhelm Seeger
- 1945–1946: Hugo Schneider
- 1947–1949: Josef Schneider
- 1949–1954: Franz Adis
- 1954–1959: Karl Müller
- 1959–1979: Egbert Regenbrecht
- 1979–1995: Winfried Löffler
- 1995–2008: Klaus Tappeser
- seit 2008: Stephan Neher

### Wappen
Das Wappen der Stadt Rottenburg am Neckar zeigt einen von Silber und Rot geteilten Schild. Die Stadtflagge ist weiß-rot.
Schon das älteste bekannte Siegel der Stadt aus dem Jahr 1282 zeigt den geteilten Wappenschild der Grafen von Hohenberg. Es überdauerte alle Herrschaftswechsel und ist bis heute im Gebrauch.

### Städtepartnerschaften
Rottenburg am Neckar unterhält seit 1979 mit Saint-Claude in Frankreich eine Städtepartnerschaft. Der Stadtteil Wendelsheim hat ebenfalls seit 1979 eine Partnerschaft mit der französischen Gemeinde Ablis. Die Ortschaft Kiebingen ist mit Lion-sur-Mer durch eine Partnerschaft verbunden. Am 7. Juli 2000 wurde die Partnerschaft zwischen dem Stadtteil Ergenzingen und der österreichisch-burgenländischen Gemeinde Gols formell besiegelt. Dettingen hat seit dem Jahr 2000 freundschaftliche Beziehungen zu Monostorapati in Ungarn. Am 15. Mai 2015 wurde der Partnerschaftsvertrag mit der türkischen Stadt Yalova am Marmarameer geschlossen.

## Kultur und Sehenswürdigkeiten

### Museen

#### Diözesanmuseum
Einen Einblick in christliche Kunst gibt das 1862 gegründete Diözesanmuseum, das seit 1994 im umgebauten Kirchenschiff des ehemaligen Karmeliterklosters und heutigen Priesterseminars seinen Sitz hat. Das Diözesanmuseum besitzt eine Sammlung von Plastiken und Tafelbildern des 13. bis 18. Jahrhunderts, Messgewändern des 15./16. Jahrhunderts, Kruzifixen und Altargerät des Mittelalters, Werken barocker Gold- und Silberschmiedekunst sowie Zeugnissen der Volksfrömmigkeit. In der Schatzkammer befindet sich das älteste Exponat: das Bursa-Reliquiar von Ennabeuren, ein Zeugnis aus der Zeit der Christianisierung (um 650–700). Unter den Zeugnissen aus der Zeit der Romanik sind die Bronze-Kruzifixe von Amrichshausen und Wolpertswende.

#### Sumelocenna – Römisches Stadtmuseum
Eine Dauerausstellung zum Alltagsleben in Sumelocenna, dem römischen Rottenburg. In die Ausgrabungen sind Teile der antiken Stadt integriert.

#### Stiftsmuseum
Im gotischen Saal (Obergeschoss) der Ulrichskapelle der ehemaligen Stiftskirche und heutigen Morizkirche ist das Stiftsmuseum untergebracht. Es beherbergt kirchliche Kunst aus der Zeit des Chorherrenstifts (15. bis 18. Jahrhundert), Holzskulpturen aus der Morizkirche und aus der Altstadtkapelle barocke Sakralgeräte.

### Bauwerke

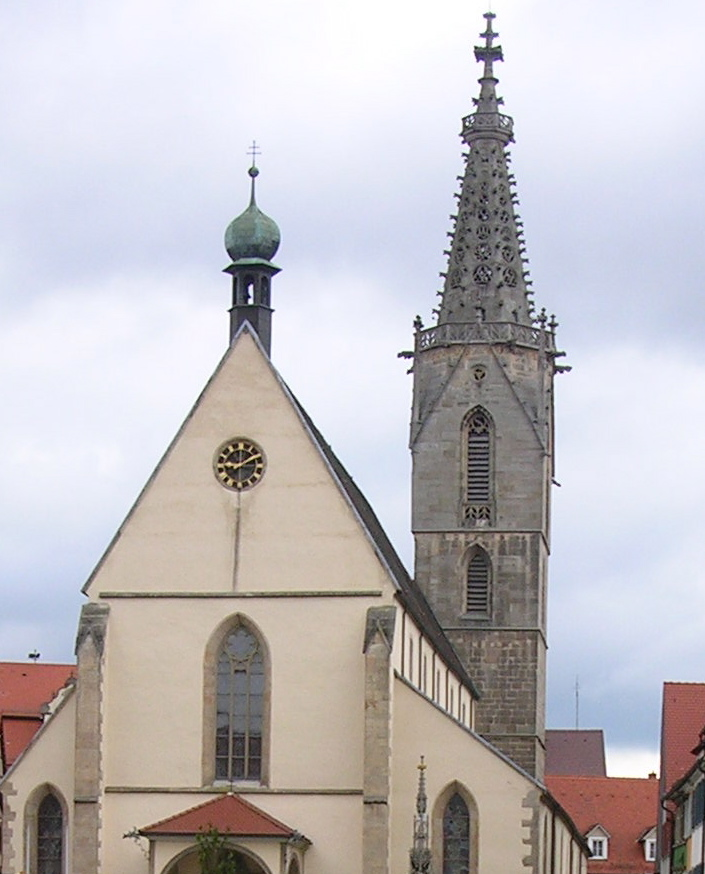
Dom zu Rottenburg

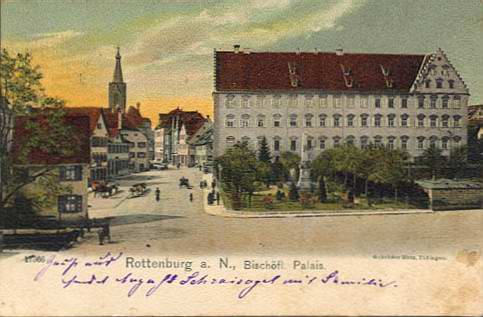
Bischöfliches Palais 1903

Der Rottenburger Dom St. Martin gilt als Wahrzeichen der Stadt. Die heutige Kirche wurde im 15. Jahrhundert erbaut. Die Vorgängerkapelle wurde bereits 1318 erwähnt.
Weitere alte Kirchen in Rottenburg sind die zwischen 1300 und 1433 erbaute Stiftskirche St. Moriz, die im 12. Jahrhundert erbaute Kirche St. Johann Baptist (diese Bezeichnung gilt seit 1513), die später mehrfach verändert wurde und heute als Friedhofskirche dient, sowie die im 18. Jahrhundert erbaute Klausenkapelle, die 1737 wieder errichtete Antoniuskapelle, die 1682 bis 1695 erneuerte Wallfahrtskirche St. Marien (Weggentalkirche), einen Kranz von anderen Kapellen rund um die Kernstadt sowie die ehemaligen Klosterkirche des Karmeliterklosters aus dem 18. Jahrhundert, die  seit 1817 profaniert ist. Die Evangelische Kirche Rottenburg wurde 1855/1856 erbaut.
Sehenswert ist die Altstadt mit ihren engen Gassen und mittelalterlichen Türmen. Das Bischöfliche Ordinariat ist im ehemaligen Jesuitenkolleg aus dem 17. Jahrhundert untergebracht. Prägend sind die klösterlichen Pfleghöfe wie der Rohrhalder Hof oder der Kreuzlinger Hof sowie die ehemaligen Adelspalais, wie Die Alte Welt und das Haus zum Waldhorn sowie das barocke Rathaus. Das durch Glasscheiben zu betrachtende Römerbad zeigt die Ausgrabung einer römischen Therme, über der das Eugen-Bolz-Gymnasium errichtet wurde.
Seit Juni 2010 überspannt eine neue, filigrane Fußgängerbrücke den Neckar im Verlauf der Bahnhofstraße (Entwurf: Büro Werner Sobek). Mit ihr konnte der Hochwasserschutz verbessert und eine Uferpromenade geschaffen werden.
Die Weilerburg im Stadtteil Weiler ist der Rest einer Burg aus dem 11. Jahrhundert. Dort befindet sich ein Aussichtsturm aus dem Jahr 1874, der als „Sieges- und Minnesängerdenkmal“ erbaut wurde. Der Ortsteil Eckenweiler verfügt über einen bemerkenswerten Wasserturm.

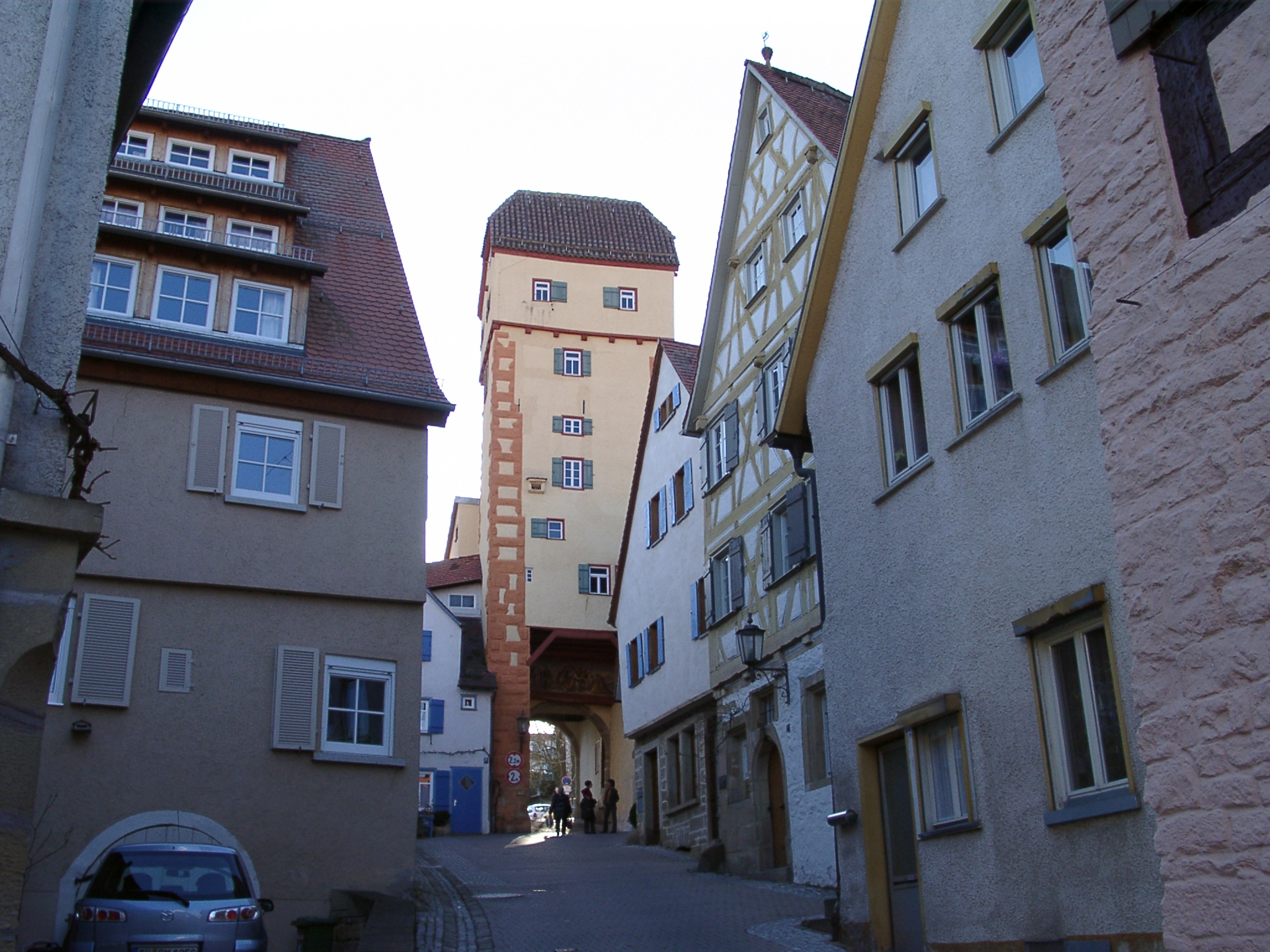
Kalkweiler Tor

Zu den Kirchen in den Stadtteilen Rottenburgs siehe den Abschnitt Religionen. Die überregional bekannteste Kirche ist die sogenannte Wurmlinger Kapelle auf dem Kapellenberg. Sie wurde in der Zeit von Papst Leo IX. als Sankt-Remigius-Kapelle erbaut. Sie diente dem Dichter Ludwig Uhland als Vorbild für sein Gedicht Droben stehet die Kapelle (1805), das später vertont wurde und heute als Volkslied bekannt ist.
Der Amannhof war Denkmal des Monats Juli 2015 der Denkmalstiftung Baden-Württemberg.
Der Flimser Architekt Valerio Olgiati baute im Jahr 1991 das Haus Kucher im Norden der Altstadt.
siehe auch

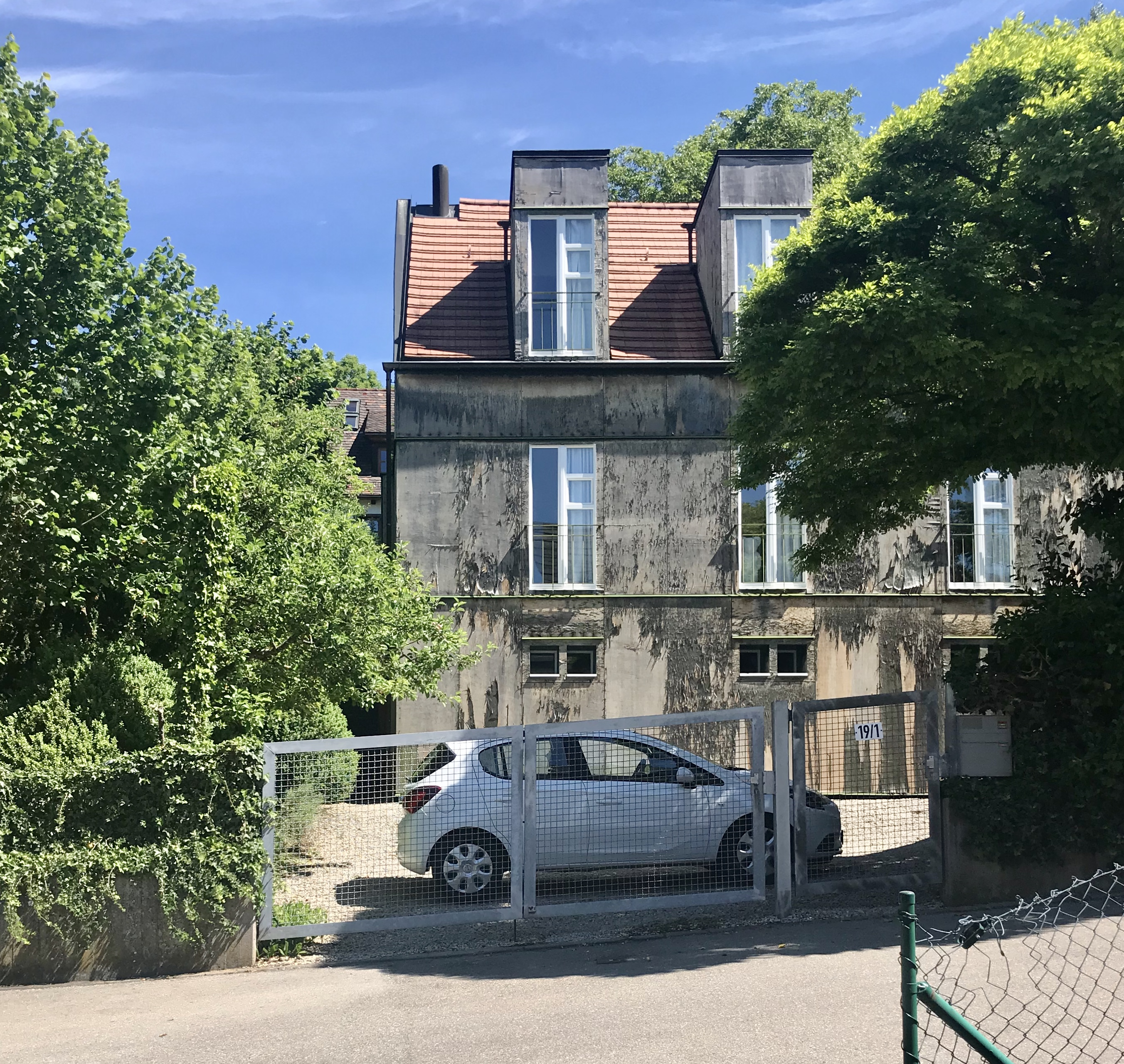
Haus Kucher

- Liste der Kulturdenkmale in Rottenburg am Neckar

### Parks
Puerta Suevica: Das über 50 km von bewaldeten Hängen eng begrenzte Neckartal zwischen Sulz und Rottenburg (Neckar-Erlebnis-Tal) öffnet sich in Richtung Tübingen.

### Regelmäßige Veranstaltungen
- Rottenburger Fasnet: Die Fasnet hat einen besonderen Stellenwert in Rottenburg. Der größte Teil der Veranstaltungen findet zwischen dem „schmotzigen Daoschdig“ (fettiger Donnerstag; Schmotz ist schwäbisch und bedeutet Fett, der Name bezieht sich auf in heißem Fett ausgebackene „Fasnetsküchle“) und dem Aschermittwoch an vielen verschiedenen Lokalitäten in Rottenburg statt. Höhepunkte sind unter anderem der große Ommzug am Mittag des Faschingssonntages sowie die Fasnetsverbrennung vor dem Rathaus in der Nacht auf den Aschermittwoch. Veranstalter und Organisator der Fasnet ist die Narrenzunft Rottenburg.

Gräfin Mechthild: In der Zeit vom Schmotzigen Donnerstag bis zum Aschermittwoch wird Rottenburg von Gräfin Mechthild von der Pfalz, Erzherzogin von Österreich „regiert“. Am Schmotzigen Donnerstag verkündet sie vom Balkon des Rathauses die Fasnet und übergibt dem Hofnarren die Schlüssel der Stadt (siehe weiter unten: Persönlichkeiten, die vor Ort gewirkt haben Mechthild von der Pfalz).
- Neckarfest: Dieses Stadtfest, bei dem sich die Vereine Rottenburgs präsentieren, lockt jährlich am letzten Juniwochenende zahlreiche Besucher in die Stadt. Zu ihm gehören unter anderem der Flohmarkt in der Innenstadt sowie die abendlichen Feuerwerke.
- Goldener Oktober: Jeweils am ersten Sonntag im Oktober präsentieren die Ortsteile der Stadt Rottenburg Most aus ihrem Anbaugebiet.
- Auf dem Nikolausmarkt am Dom, der jeweils am ersten Wochenende im Dezember stattfindet, präsentieren über 100 Aussteller ihre weihnachtlichen Angebote.
- Mittelalterliches Spectaculum: Alle zwei Jahre verwandelt sich der historische Stadtgraben in die Zeit des Mittelalters. Historische Darbietungen, mittelalterliche Marktstände, Ritterkämpfe, Gaukler und vieles mehr sorgen für Kurzweyl.

### Vereine
- Die historische Bürgerwache Rottenburg am Neckar ist eine der ältesten Vereinigungen der Stadt.
- Die 1897 gegründete Ortsgruppe Rottenburg des Schwäbischen Albvereins wurde 1997 mit der Eichendorff-Plakette ausgezeichnet.
- Das Karate-Team Rottenburg[22] wurde im Jahr 2016 als Karate-Schule des Jahres vom Kampfkunst Kollegium ausgezeichnet.

## Wirtschaft und Infrastruktur

### Verkehr

#### Fernstraßen

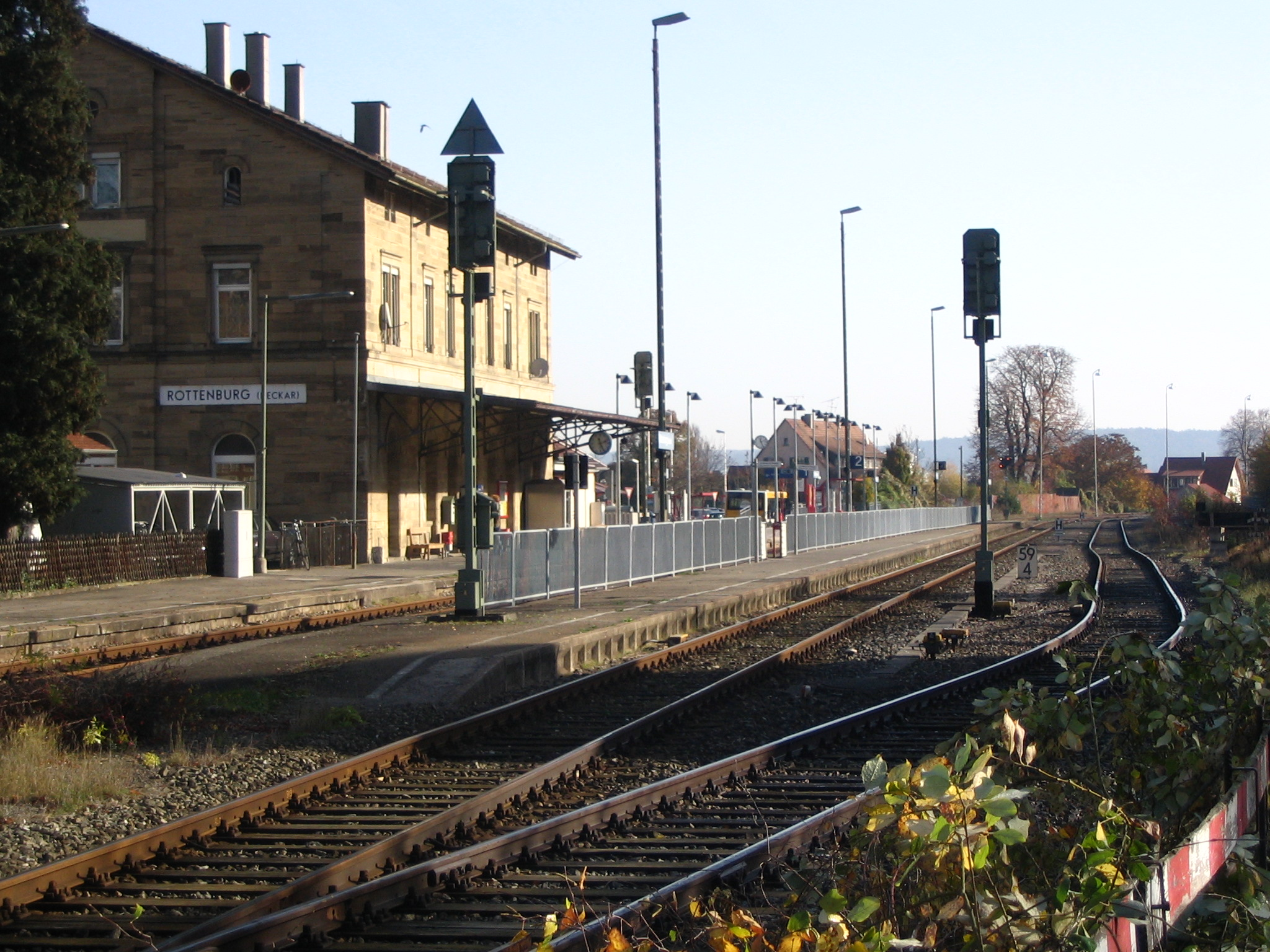
Bahnhof Rottenburg

Die A 81 Stuttgart–Singen führt über die Anschlussstelle 29 nach Rottenburg. Über die B 28 und seit 2020 die B 28a ist Rottenburg mit Tübingen und Reutlingen sowie mit dem Flughafen Stuttgart und der Neuen Messe Stuttgart verbunden.

#### Schienenverkehr
Die Bahnstrecke Plochingen–Immendingen hat einen Bahnhof in Rottenburg. In den Ortsteilen Kiebingen, Bad Niedernau und Bieringen bestehen weitere Stationen.  Der Stadtteil Ergenzingen  hat einen Haltepunkt an der Bahnstrecke Stuttgart–Horb.

#### ÖPNV
Der Öffentliche Nahverkehr wird durch den Verkehrsverbund Neckar-Alb-Donau (naldo) gewährleistet. Die Stadt befindet sich in der Wabe 112. Für die Stadt gilt der Stadttarif 12. Buslinien verkehren in alle Stadt- und Ortsteile.

#### Radverkehr
Durch eine Alltagsradroute aus dem Radnetz Baden-Württemberg ist die Rottenburger Kernstadt mit Tübingen und in der anderen Richtung über Starzach (Ortsteile Sulzau und Börstingen) mit Horb verbunden. Eine weitere Radnetz-Route verbindet den Stadtteil Ergenzingen über Bondorf und Gäufelden mit Herrenberg und in der anderen Richtung über Eutingen im Gäu mit Horb.
Der Neckartal-Radweg, ein Radfernweg von Villingen-Schwenningen nach Mannheim, verläuft ebenfalls durch Rottenburg. 
Der Hohenzollern-Radweg verläuft vom Bodensee über die hohenzollerischen Städte Sigmaringen und Hechingen und über Rottenburg und Esslingen nach Weinstadt im Rems-Murr-Kreis. Er führt von Bodelshausen kommend über Dettingen, Weiler und Bad Niedernau in die Rottenburger Kernstadt und weiter über Wurmlingen nach Unterjesingen.
Der Württemberger Weinradweg beginnt in Rottenburg und führt nach Niederstetten. 
Rottenburg ist Mitglied der AGFK (Arbeitsgemeinschaft Fahrrad- und Fußverkehrsfreundlicher Kommunen) in Baden-Württemberg.

### Fernwanderweg und Jakobsweg
Die Stadt ist Zwischenziel der Via Beuronensis, einem Abschnitt des Jakobswegs nach Spanien.

### Energieversorgung
Siehe Kraftwerk Rottenburg (Begriffsklärung)

### Weinbau
In Rottenburg beginnt der Weinbau des Neckartals. Dieser erstreckt sich mit Unterbrechungen bis zur Mündung bei Heidelberg. Die Rottenburger Rebflächen in der Einzellage Kapellenberg zählen zum Bereich Oberer Neckar des Anbaugebietes Württemberg. Auch in den Stadtteilen Wurmlingen und Wendelsheim wird Weinbau betrieben.

### Behörden, Gerichte und Einrichtungen
- Amtsgericht Rottenburg am Neckar; (Landgerichtsbezirk Tübingen – Oberlandesgerichtsbezirk Stuttgart)
- Justizvollzugsanstalt Rottenburg
- Abteilung Forstwirtschaft des Landratsamts Tübingen
- Bistum Rottenburg-Stuttgart (Sitz)
- Dekanat Rottenburg (Bistum Rottenburg-Stuttgart)

### Medien
Über das lokale Geschehen in Rottenburg berichten als Tageszeitungen das Schwäbische Tagblatt und der Schwarzwälder Bote. Die Stadtverwaltung gibt wöchentlich das Amtsblatt Rottenburger Mitteilungen heraus. Über Kabel ist das regionale Fernsehprogramm RTF.1 Regionalfernsehen zu empfangen.
Rottenburg ist Sitz des Kopp Verlages.

### Bildung
Rottenburg am Neckar ist Sitz der Katholische Hochschule für Kirchenmusik Rottenburg, des Priesterseminares der Diözese Rottenburg-Stuttgart und der Hochschule für Forstwirtschaft Rottenburg.
Die Stadt ist Trägerin des Eugen-Bolz-Gymnasiums (G9) (EBG) und eines 2001 eröffneten Zweiten Städtischen Gymnasiums (ZSG), das 2010 in Paul-Klee-Gymnasium (G8) umbenannt wurde, der Realschule im Kreuzerfeld, der Weggentalschule (SBBZ Lernen), der Grundschule Hohenberg und der Grundschule im Kreuzerfeld. Seit 2013 gibt es die Gemeinschaftsschule im Gäu (GiG) in Ergenzingen und je eine selbständige Grundschule in den Ortschaften Bad Niedernau (Kilian-von-Steiner-Schule), Baisingen, Dettingen mit Außenstelle in Hemmendorf, Ergenzingen, Hailfingen (Sophie-Scholl-Schule), Kiebingen (Rohrhaldenschule), Oberndorf, Schwalldorf-Frommenhausen, Seebronn, Wendelsheim und Wurmlingen (Uhlandschule). 2023 wurde die Hohenbergschule (Haupt-/Werkrealschule) in Josef-Eberle-Schule umbenannt, sie ist ein Schulverbund aus Werkrealschule und Realschule. Die Hohenberg-Grundschule ist eine eigenständige Grundschule seit dem Schuljahr 2017/18.
Der Landkreis Tübingen ist Träger der Beruflichen Schule Rottenburg und der Lindenschule (SBBZ Geistige Entwicklung). Die Schulstelle Rottenburg der staatlichen Schule für Kranke am Universitätsklinikum Tübingen, genannt „Schule am Ufer“, wird getragen vom Verein für Psychoanalytische Sozialarbeit in Rottenburg und Tübingen e. V.
An Privatschulen gibt es in der Kernstadt die Schule St. Klara (Mädchenrealschule und -progymnasium, in die mittlerweile auch ein Wirtschaftsgymnasium und seit 2013 ein Sozialwissenschaftliches Gymnasium integriert wurden), die Carl-Joseph-Leiprecht-Schule (Freie Katholische Grund- und Gemeinschaftsschule) und die Abendrealschule Rottenburg, sowie in Ergenzingen die Liebfrauenschule der Schönstätter Marienschwestern (Fachschule für Sozialpädagogik), das Kolping-Berufskolleg (Schwerpunkte Biologie, BWL, Gestaltung, Technik). Seit 1994 wird am Sankt-Meinrad-Gymnasium (G8) (SMG) unterrichtet, einer weiteren von der Katholischen Kirche getragenen Schule.

## Sport
Rottenburg ist bekannt für seine erste Volleyballmannschaft, die jahrelang in der Volleyball-Bundesliga spielte, sich jedoch im Jahr 2020 aus finanziellen Gründen aus dieser zurückzog.
2021 bewarb sich die Stadt als Host Town für die Gestaltung eines viertägigen Programms für eine internationale Delegation der Special Olympics World Summer Games 2023 in Berlin. 2022 wurde sie als Gastgeberin für die achtköpfige Delegation von Special Olympics Belize ausgewählt. Damit wurde sie Teil des größten kommunalen Inklusionsprojekts in der Geschichte der Bundesrepublik mit mehr als 200 Host Towns.

## Persönlichkeiten

### Söhne und Töchter der Stadt
- Meinrad von Einsiedeln (ca. 797–861), Eremit
- Albert II. von Hohenberg (1303–1359), Bischof von Freising
- Hermann Sack (um 1390–1440), Franziskaner, Chronist und Sammler von Schriften
- Konrad Baumgarten (um 1470–nach 1510), Inkunabeldrucker des 15. Jahrhunderts
- Wilhelm Reublin (1484–1559), führende Figur der Schweizer Täuferbewegung des 16. Jahrhunderts
- Andreas Cellarius (1503–1562), Theologe und Reformator
- Andreas Walch (1530–1620), Jurist, Notar der Universität Tübingen
- Ignaz Stein (1721–1772), Abt der Reichsabtei Obermarchtal in Oberschwaben
- Franz Anton Hoffmeister (1754–1812), Komponist
- Georg Fidel Bäuerle (1775–1847) württembergischer Oberamtmann
- Albert Erath (1793–1885), Arzt, Autor und Landwirt
- Carl Julius Erath (1801–1863), Dichter und Lehrer
- Franz Xaver Reihing (1804–1888), Pfarrer, Chronist und Kirchenmusiker
- Moritz von Schmidt (1807–1888), Landtagsabgeordneter
- Ottilie Wildermuth (1817–1877), Schriftstellerin
- Lorenz Haug (1818–1856), Gehörlosenpädagoge, geboren im Stadtteil Wurmlingen
- Paul Albrecht Ferdinand Gmelin (1822–1875), Apotheker und Unternehmer
- Franz Xaver Schwarz (1822–1904), Maler
- Karl Schnitzler (1823–1893), württembergischer Oberamtmann und Parlamentarier
- Adolf Aich (1824–1909), römisch-katholischer Geistlicher, Gründer der „Stiftung Liebenau“
- Karl von Bellino (1827–1919), württembergischer Oberamtmann, Regierungspräsident
- Hermann Weiß (1833–1914), evangelischer Theologe und Professor in Tübingen
- Theodor Schnell der Ältere (1836–1909), Bildhauer und Kirchenausstatter
- Hermann Wendelstein (1836–1918), württembergischer Oberamtmann
- Eugen Hofmeister (1843–1930), Maler
- Carl Dehner (1846–1928), Kunst- und Kirchenmaler
- Robert Entress (1851–1913), württembergischer Oberamtmann
- Otto Kapp von Gültstein (1853–1920), Ingenieur und Eisenbahnpionier
- Camillo Hailer (1862–1931), württembergischer Oberamtmann
- Lisa Rees (1872–1976), Vorkämpferin der Frauenemanzipation
- Karl Eugen Stolz (1874–1936), katholischer Priester, Professor für Pastoraltheologie
- Paul Hofmeister (1875–1957), württembergischer Oberamtmann
- Eugen Bolz (1881–1945), Politiker (Zentrum), Reichstagsabgeordneter, württembergischer Justizminister und Innenminister
- Wilhelm Reich (1881–1951), Verwaltungsjurist
- Max Knöpfle (1884–1949), Verwaltungsjurist
- Eugen Ott (1889–1977), Diplomat und Offizier
- Josef Schneider (1893–1978), Landtagsabgeordneter
- Rudolf Horkheimer (1894–1982), Ingenieur und Funktechnikpionier
- Oskar Bachteler (1896–1961), FDP-Landtagsabgeordneter in Nordrhein-Westfalen
- Hermann Haake (1899–1984), Politiker (SPD)
- Josef Eberle (auch bekannt als Sebastian Blau, 1901–1986), Publizist, Dichter und Zeitungsverleger (Stuttgarter Zeitung)
- Walter Bader (1901–1986), Archäologe und Denkmalschützer
- Julius Müller (1903–1984), Leichtathlet, Olympiateilnehmer 1928 und 1936
- Ewald Bucher (1914–1991), Politiker (FDP/DVP)
- Franz Adis (1916–2005), Politiker (CDU), 1949–1954 Bürgermeister von Rottenburg
- Anton Schall (1920–2007), Orientalist und Professor in Heidelberg
- Gerhard Lang (1931–2024), Politiker (SPD)
- Dieter Planck (1944–2025), Präsident des Landesamtes für Denkmalpflege Baden-Württemberg
- Roland Hahn (* 1946), Politiker
- Heinrich Planck (* 1947), Wissenschaftler
- Winfried Hermann (* 1952), Politiker (Bündnis 90/Die Grünen)
- Monika Bormann (* 1953), Politikerin (CDU)
- Michael Kersting (* 1954), Jazzmusiker
- Ben-Simon Bonin (* 2003), Volleyball- und Beachvolleyballspieler

### Persönlichkeiten, die vor Ort gewirkt haben

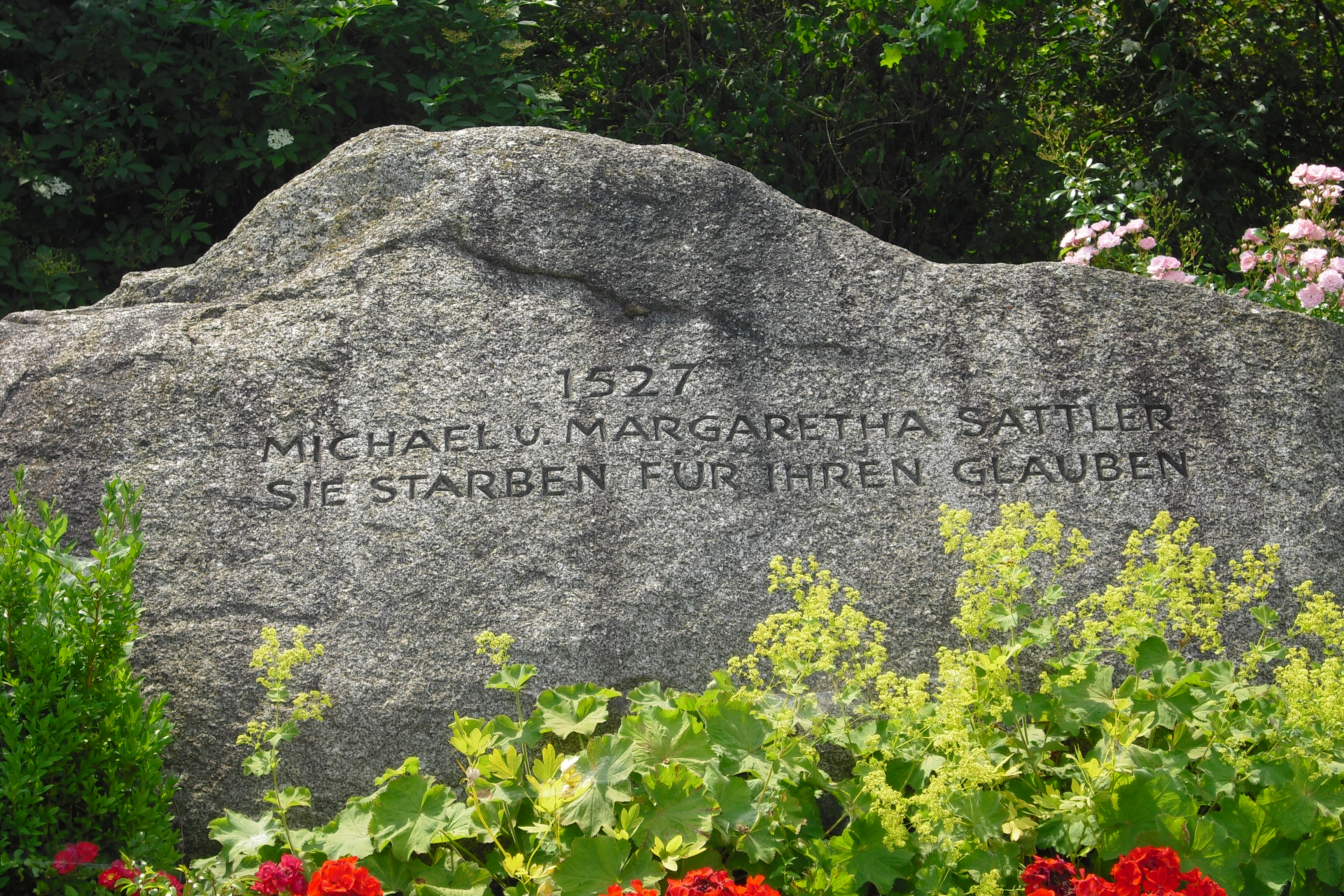
Gedenkstein für Michael und Margaretha Sattler

- Um 1280 gründete Albrecht II. von Hohenberg (um 1235–1298) die Stadt und machte sie zum Verwaltungssitz der Grafschaft Hohenberg.
- Ab 1463 richtete Mechthild von der Pfalz (1419–1482) dort ihren Witwensitz ein und scharte bedeutende Künstler und Gelehrte um sich, unter anderen Antonius von Pforr.
- Am 21. Mai 1527 wurde der ehemalige Benediktinerprior und spätere Täuferführer Michael Sattler (um 1490–1527) mit seiner Ehefrau Margaretha und anderen in Rottenburg wegen ihrer Überzeugungen auf grausame Weise hingerichtet. Nach ihm wurde der Michael-Sattler-Friedenspreis benannt.
- Joseph Fiertmair (1702–1738) war ein deutscher Kunstmaler des Spätbarock, Jesuitenbruder und Schüler von Cosmas Damian Asam.
- Ignaz von Longner (1805–1868), Lehrer an der Lateinschule, Domkaplan, Domkapitular und Rottenburger Stadtdekan
- Von 1970 bis 1978 war der Organist und spätere Hochschullehrer Bernhard Ader (* 1933) Direktor der Kirchenmusikschule Rottenburg/Stuttgart.[30]
- Der bekannte Fußballtrainer Jürgen Norbert Klopp (* 1967) spielte von 1983 bis 1986 Fußball als Amateur beim Turn- und Sportverein Ergenzingen. Klopp ist im Schwarzwald in der Gemeinde Glatten aufgewachsen.
- Knut Kircher (* 1969), Bundesligaschiedsrichter 2001–2016
- Hendrik Bednarz (* 1978), Politiker (SPD), von 2016 bis 2025 Finanzbürgermeister von Rottenburg